# 경북대학교
경북대학교(慶北大學校, Kyungpook National University)는 대구·경북 지역을 대표하는 거점국립대학교로, 1951년 10월 6일 사범대학, 의과대학, 농과대학, 문이과대학 5개로 구성된 종합 대학교로 출범했다.
일제 시기에 설립된 관립 전문학교들이 1946년 5월 28일 대구사범대학, 대구의과대학, 대구농과대학으로 승격한 후, 이를 종합화하면서 개교한 대한민국의 국립 대학이다. 대구광역시 북구 산격동에 메인 캠퍼스가 있으며, 중구 동인동 및 삼덕동에 의·치대·간호대학 캠퍼스, 경상북도 상주시 가장동에 상주캠퍼스가 있다. 의치 간 캠퍼스는 산격동과 단일교지이며, 상주캠퍼스는 제2캠퍼스로 구분된다. 영문 약칭은 KNU이며, 대구·경북 지역에서 국문으로 쓰이는 약칭으로는 경대(慶大)가 흔히 사용된다.

## 설립 경위
| 8·15 광복은 우리에게 일제로부터 빼앗긴 것을 광복할 기회를 제공했다. 잃어버린 36년간의 역사를 되찾고 박탈당한 국권, 말살되려던 민족, 사라지는 민족문화를 되찾았다. 세계사 발전에 맞추어 잃었던 왕조 대신 민주공화국을 세웠으며, 구미 선진문화와 접촉함으로 민주주의 제도와 가치체계를 받아들였다. 8·15 광복은 광복의 기회를 제공했지만 우리 민족에게 감당키 어려운 역사적 시련을 안겨다 주었다. 국토의 남북 분단(38선)과 민족 분열, 정치적·사회경제적 혼란이다. 시대적 상황에 우리 민족 최대의 과업은 해방의 국제적 타율성을 극복할 민족역량을 함양하는 것이었다. 이는 온갖 고난에도 불구하고 정치·경제·사회·문화 등 각 분야에서 한 걸음씩 추진됐다. 국가가 필요한 인재 양성은 초미의 급무로서 교육 분야, 특히 대학교육이 담당해야 할 문제다. 1945년 9월 16일 미군정청 학무국은 교육에 관한 제반 문제를 심의·결정으로 7명의 위원(김성달(초등교육), 현상충(중등교육), 유덕겸(전문교육), 백낙준(교육 전반), 김활란(여자교육), 김성수(고등교육), 최규동(일반교육))으로 구성한 한국 교육위원회를 자문기관으로 설치하였다. 이는 한국 민주교육의 정초작업을 담당한 기구였다. 이는 해방 후 교육의 공백을 시급히 메꾸며, 일제가 남기고 간 학문적 후진성을 극복하고 민족교육을 부활시킴으로써 국가유위의 인재 양성으로 노력을 아끼지 않았다. 각급 학교의 책임자가 임명되고 기존 전문학교가 승격 혹은 개편되었다. 미군정청 학무국은 일반명령 제4호로써 당해 10월 1일을 기하여 중학교 이상 각급 학교의 개교를 지시하였다. (9.28) 대구의학전문학교가 대구의과대학으로 승격되어 개교했다. 민주교육의 실현으로 교육심의회를 구성하였다. 이는 우리나라의 교육이념과 새로운 교육(학교)제도를 연구, 확립하였다. 그리하여 교육심의회는 1946년 3월 7일 새로운 교육제도를 채택하여 9월 1일부터 시행키로 하였다. 한국 교육사상 국민 의무교육과 남녀공학 제의 원칙이 도입되어 부분적으로 교육의 민주화가 실현된 것도 채택된 교육제도에 의해서다. 일제 이래의 3학기 제도는 2학기 제로 바뀌었다. 8월에는 국립대학 설치령이 발포되었다. 이 교육제도와 국립대학 설치령에 따라 9월 신학기부터 고장 대구에서도 처음 현대적 국립대학이 설립되었다. 9월 5일에 대구농업전문대학교가 '국립대구농과대학'으로, 10월 15일에는 대구사범학교가 '국립대구사범대학'으로 각각 승격, 개편하였다. 경북대학교 역사의 첫걸음은 전년도에 승격된 대구의과대학과 함께 3개의 단과대학으로 시작한다. 이들은 개교하자 10.1 사건(1946)에 휘말려 학업을 중단하기도 했으며, 6·25 동란으로 교사가 군용화되자 이동식 강의를 하도록 시련을 겪었다. 이는 당시의 사회·정치 상황이 학원에 미친 영향이었다. 교육이념의 부재, 교수 부족, 교육 여건의 빈약이 겹쳐 이들 대학이 국립대학의 기능과 사명을 수행하기에는 성장의 시간을 기다려야 하는 '요람 속의 대학'들이었다. 그런데도 불구 이들이 가지는 의의와 사명만은 막중했다. 고대 국학의 부활, 민족문화의 재건과 창달, 인재양성 등을 담당하는 중차대한 임무를 짊어지고 있었기 때문이다. 3개의 단과대학으로 만족할 수 없던 경상북도민의 고등교육 열성은 나아가 종합대학교 건설 운동으로 발전했다. 이 지역에 종합대학교 건설 운동은 전후 두 차례에 걸쳤다. 즉, 1945년 11월에 종합대학교 기성회가 조직됐는데 1946년 8월 27일 군정청 학무국이 '국립대학교 설립에 관한 법령'을 발표하자, 자극을 받아 경북에서도 관민 합동으로 설립기금을 마련해 1946년 11월 종합대학교 설립 인가를 신청하기 이른게 그 첫 번째다. 하지만 이 허가 신청은 유지재단이 불충분하다는 이유로 1947년 3월 7일에 기각되었다. 2번째 종합대학교 설립 운동은 6.25 동란 중 1951년 4월부터 일어났다. 6.25 전쟁 중 서울대학교를 비롯한 대학 시설이 파괴되자, 당시 부산에 피난 중이던 정부는 각 도에 국립종합대학교 설립 계획을 세워 당국에 교지 등 설립기금을 자체 조달토록 권장하게 되었다. 이에 경북에서도 이 호기를 놓치지 않고 기존 국·사립 단과대학이 합동하여 '국립종합대구대학교건설위원회'를 만들어 종합대학교 설립 운동을 적극적으로 추진했다. 이는 전 경북도민이 참여한 구도적인 운동이었다. 고병간(의대), 손계술(사대), 김인식(농대, 후에 이의배) 박사 등 3개 대학장과 국립종합대학교 건설위원회(위원장은 경상북도지사)가 주역을 담당했으며, 경상북도 당국은 모든 행정력을 동원하는 데 총력을 기울였고 학생들에 이르기까지 전도민의 설립 기금을 각출로 헌신했다. 미8군 당국은 교사 신축 자재 등을 조달하면서 본교 건설을 지원했다. 실로 경북대학교는 상기 4자의 합동 산파역으로 비로소 탄생했다. 1951년 10월 6일 '국립경북대학교'로 설립 인가를 받았다. |

## 연혁
경북대학교
- 1946년 대구사범대학, 대구의과대학, 대구농과대학이 국립대학으로 승격하였다. 이 해를 이 대학의 개교 연도로 본다.

개교기념일은 1952년 5월 28일 첫 입학식 날을 기준으로 정했다. 국회 승인 후 대통령의 국립 경북대학교 설립 인가는 1951년 10월 6일이다.
- 1951년 10월 대구사범대학, 대구의과대학, 대구농과대학을 모체로 국립 경북대학교로 통합 개편되었다. 이와 함께 기존의 사범대학, 의과대학, 농과대학 이외에 문리과대학과 법정대학을 신설하였다.
- 1952년 5월 경북대학교 출범.
- 1953년 5월 대학원을 설치하였다.
- 1956년 3월 대학원 석사과정 첫 배출 (13명)
- 1958년 3월 29일 신학진(대구의학전문학교 1회 졸업) 최초로 박사 학위(의학박사) 수여.
- 1962년 3월 대구사범학교를 병설교육대학으로 개편하였다. 병설교육대학 부속도서관을 설립하였다.
- 1963년 3월 병설교육대학이 대구교육대학으로 개칭, 분리하였다.
- 1969년 3월 교육대학원을 신설하였다.
- 1970년 3월 공과대학을 신설하였다.
- 1972년 3월 경상대학을 신설하였다.
- 1973년 10월 전자공학과(現 전자공학부), 금속공학과(現 신소재공학부), 원예학과(現 원예과학과), 농화학과(現 응용생명과학부 생명환경화학 전공)이 특성화 학과로 선정되었다.
- 1977년 4월 전자공학과(現 전자공학부, 컴퓨터학부, 신소재공학부)가 특성화 학과로 선정되었다.
- 1979년 3월 치과대학을 신설하였다.
- 1979년 11월 전자계열(現 전자공학부, 컴퓨터학부, 신소재공학부)가 특성화 학과로 선정되었다.
- 1980년 3월 행정대학원을 신설하였다.
- 1981년 3월 경영대학원, 보건대학원을 신설하였다.
- 1982년 3월 예술대학을 신설하였다.
- 1985년 3월 산업대학원을 신설하였다.
- 1988년 3월 농과대학 수의학과가 수의과대학으로 승격하였다.
- 1992년 3월 농업개발대학원, 생활과학대학을 신설하였다.
- 1994년 전자공학과(現 전자공학부)가 전자·전기 분야 국책 공과대학으로 선정되었다.
- 1996년 5월 농업생명과학대학이 특성화 학과로 지정되었다.
- 1996년 11월 국제대학원을 신설하였다.
- 1998년 3월 자연과학대학에 수의예과를 신설하였다.
- 2000년 3월 정책정보대학원, 자율전공부를 신설하였다.
- 2002년 3월 농과대학을 농업생명과학대학으로 개칭하였다.
- 2003년 3월 수사과학대학원을 신설하였다.
- 2005년 3월 간호대학을 설치하였다. 치과대학을 치의학전문대학원으로 개편하였다.
- 2005년 5월 전자전기컴퓨터학부가 공과대학으로부터 독립하였다.(단과대학급)[1]
- 2006년 3월 의과대학을 의학전문대학원으로 개편하였다.
- 2008년 3월 국립 상주대학교와 통합하여 국립 경북대학교로 출범하였다.[2]
- 2009년 3월 법학전문대학원을 설치하였다.[3]
- 2010년 3월 IT대학, 글로벌인재학부를 신설하였다.[4]
- 2011년 3월 약학대학, 전자공학부 모바일공학 전공을 신설하였다.
- 2015년 3월 치의학전문대학원을 치과대학으로개편하였다
- 2015년 3월 의학전문대학원을 의과대학으로 개편하였다.
- 2016년 10월 제18대 총장 김상동 박사가 취임하였다.[5]
- 2020년 10월 제19대 총장 홍원화 박사가 취임하였다.[6]
- 2021년 3월 데이터사이언스 대학원을 설치하였다.[7]
- 2022년 3월 식물방역대학원을 설치하였다.[8]
- 2024년 3월 첨단기술융합대학을 설치하였다.[9]
- 2024년 8월 글로컬대학 30 사업 대학에 선정되었다.[10]

상주대학교

- 1921년 4월 25일 상주공립농잠학교로 개교하였다.
- 2008년 3월 경북대학교와 통합하여 국립 경북대학교 상주캠퍼스로 개편하였다.
- 2012년 3월 생태환경대학에 해양학과 신설하였다.
- 2012년 3월 이공대학을 과학기술대학으로 단과대학 명칭을 변경하였다.
- 2013년 3월 과학기술대학에 융복합시스템공학부(항공위성시스템전공, 플랜트시스템전공), 치위생학과, 축산대학을 신설하였다.
- 2015년 3월 축산대학을 폐지하고, 축산학과, 축산생명공학과, 말/특수동물학과를 생태환경대학으로 통합하였다.

대구사범대학
- 1923년 4월 경북도립 대구사범학교가 개교하였다. 대구 대봉동에 위치하였다.
- 1929년 4월 관립 대구사범학교로 개칭하였다.
- 1944년 4월 대구사범학교 3년제 본과가 전문학교 급으로 승격을 했다.
- 1946년 10월 15일 대구사범학교 본과를 국립 대구사범대학으로 승격, 대구사범학교 심상과는 대구사범대학 부속중학교로 개편

대구의과대학
- 1923년 9월 대구자혜의원내 대구의학강습소를 설치(사립학교), 대구 동인동 소재
- 1924년 4월 대구의학강습소, 사립에서 도립으로 승격
- 1926년 4월 경북의학강습소로 개칭
- 1929년 5월 경북도립 대구의학강습소로 개칭
- 1933년 3월 대구의학전문학교로 승격 및 대구의학전문학교 제1회 졸업식
- 1945년 9월 대구의학전문학교로 재개교(교장 고병간 박사)
- 1945년 10월 대구의학전문학교를 대구의과대학으로 승격
- 1947년 5월 도립 대구의과대학으로 변경
- 1949년 9월 도립 대구의과대학을 6년제 의과대학 체제로 전환 (2년과정 의예과 설치)
- 1951년 10월 국립 경북대학교(종합대학) 출범으로 경북대 의과대학으로 편입
- 1952년 3월 경북대학교 의과대학 제1회 졸업식

대구농과대학
- 1944년 4월 관립 대구농전학교로 개교하였다. 대구 산격동에 위치하였다.
- 1946년 9월 국립 대구농과대학으로 승격하였다.(2년제 대학)

## 총장
경북대학교 총장(慶北大學校 總長)은 경북대학교 교무를 통할하고 소속 교직원을 감독하며, 학생을 지도하고 학교를 대표한다. 총장임용추천위원회에서 선정하고 대한민국 교육부장관의 제청으로 대통령이 임용하며, 임기는 4년이다.

## 캠퍼스

### 대구캠퍼스

경북대학교 전경
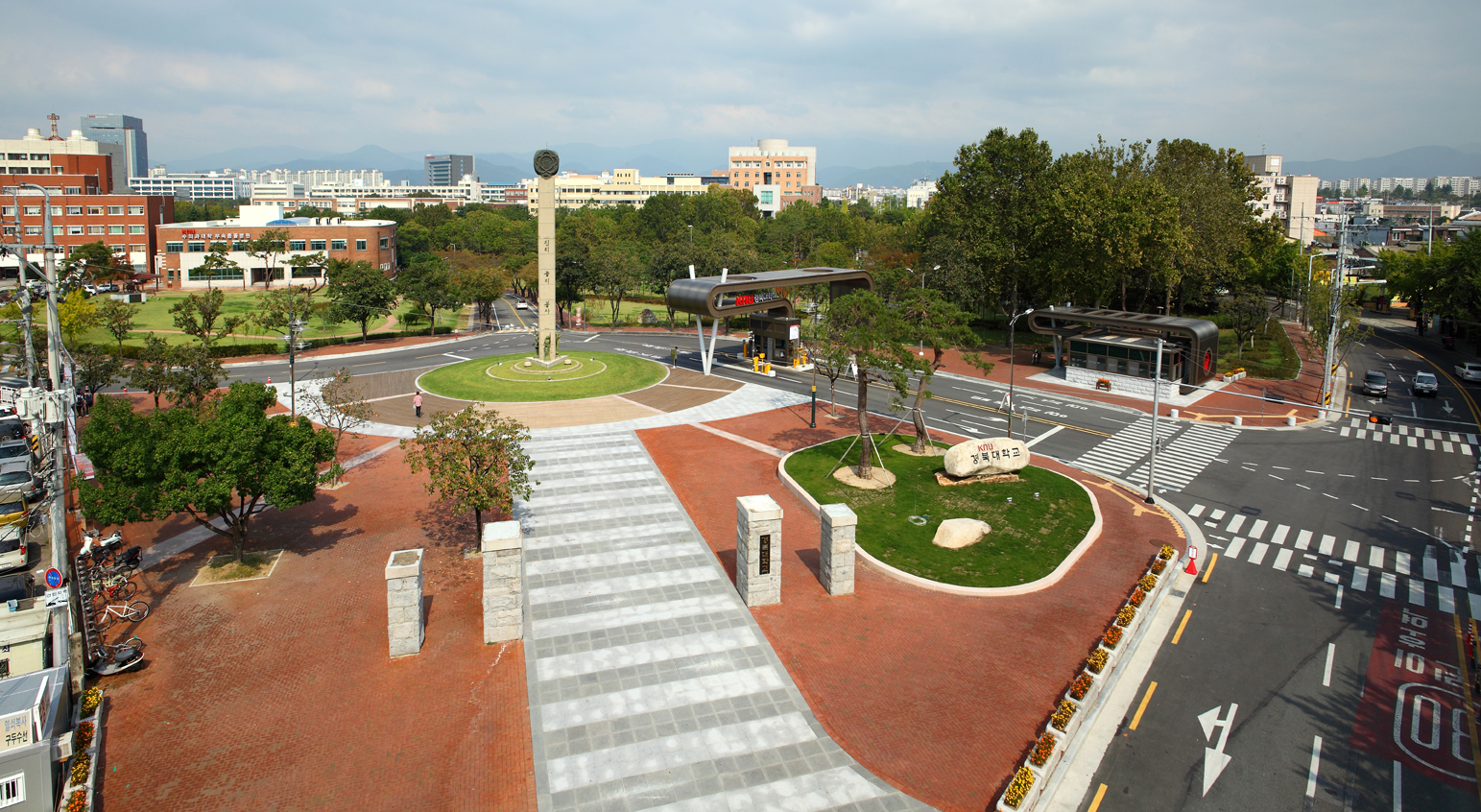
정문
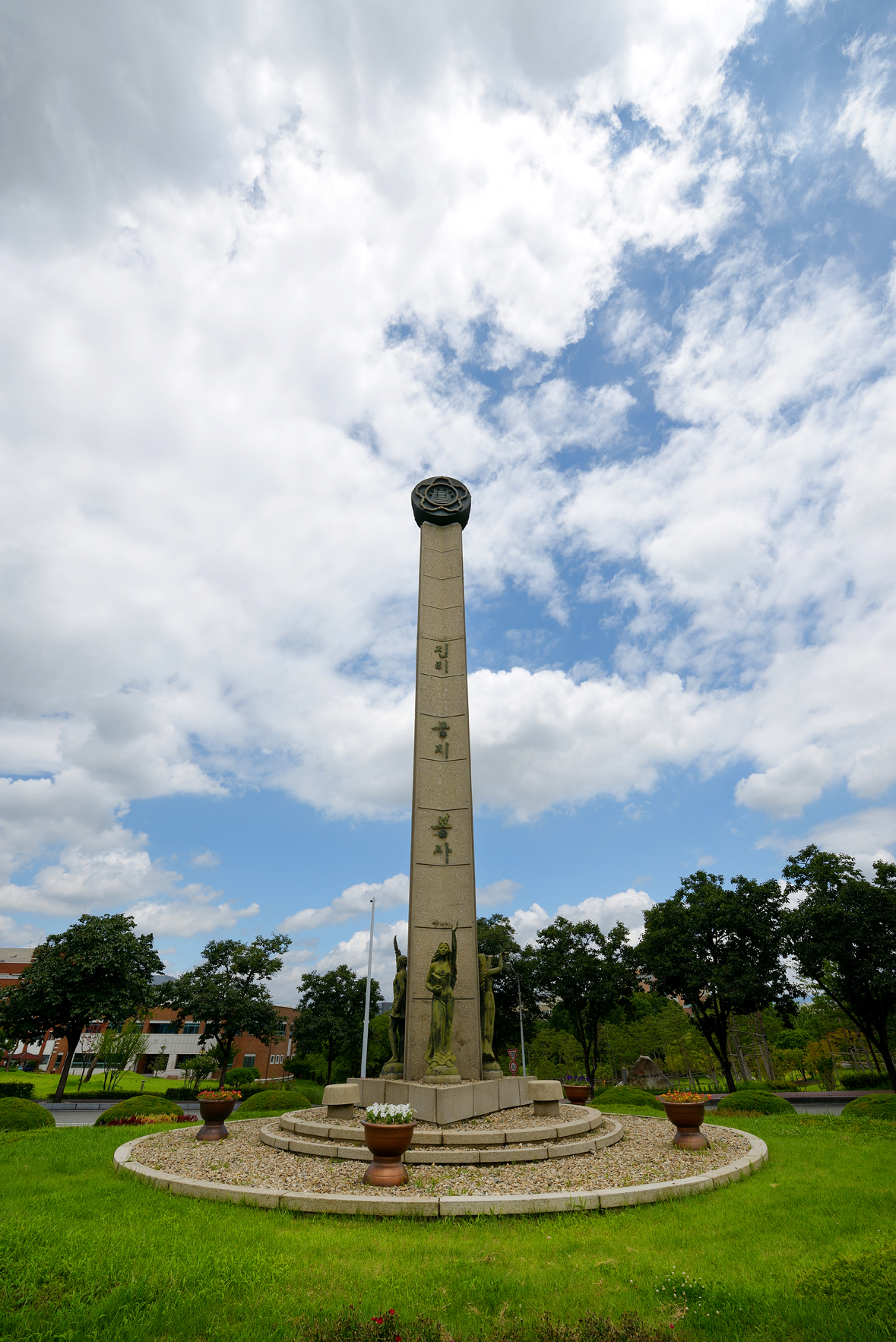
교시탑
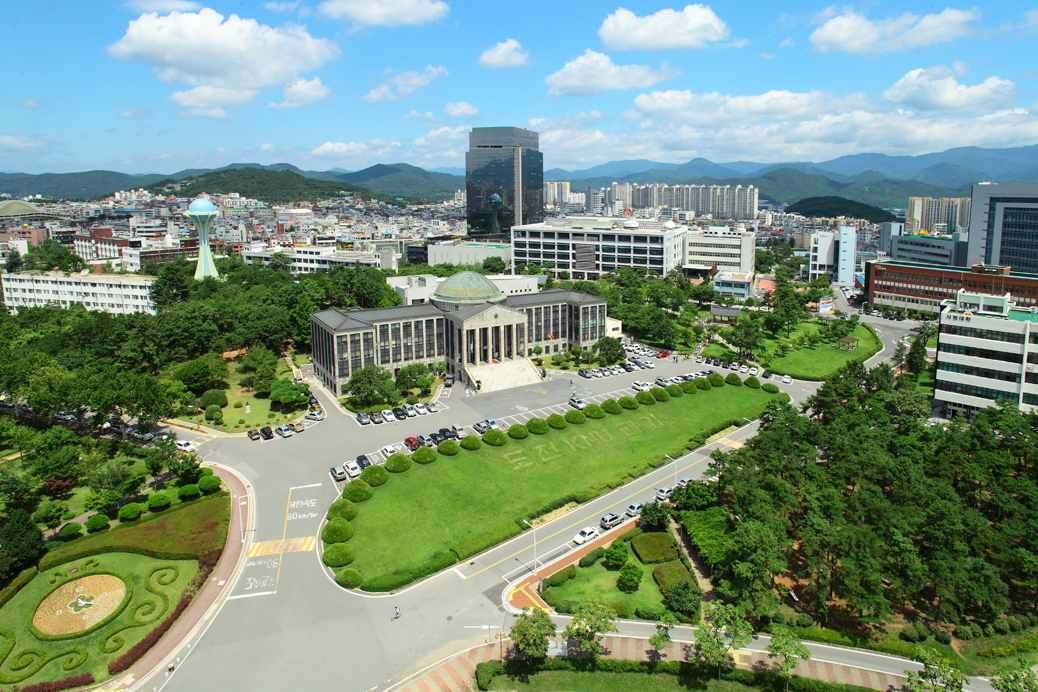
본관측면
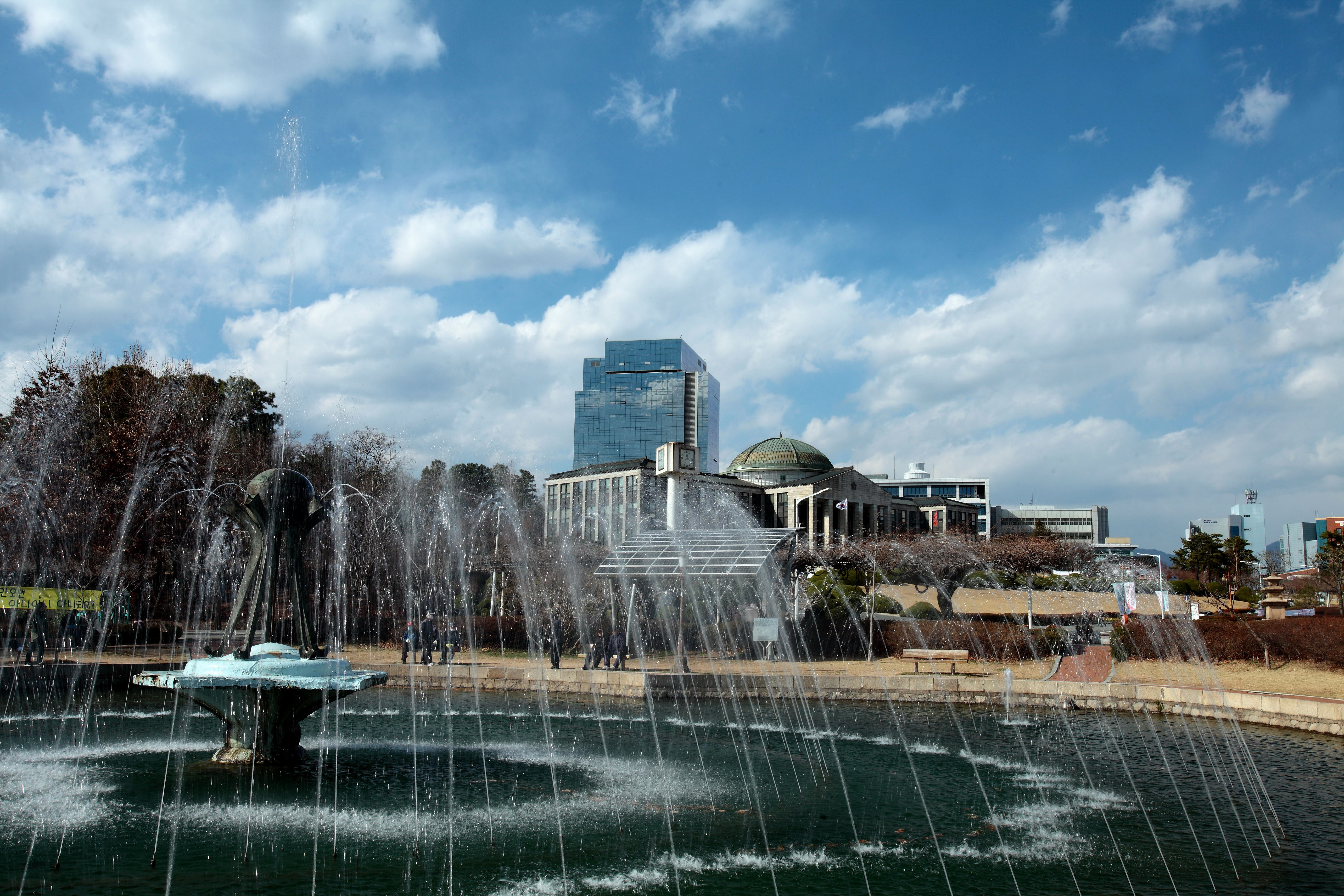
본관
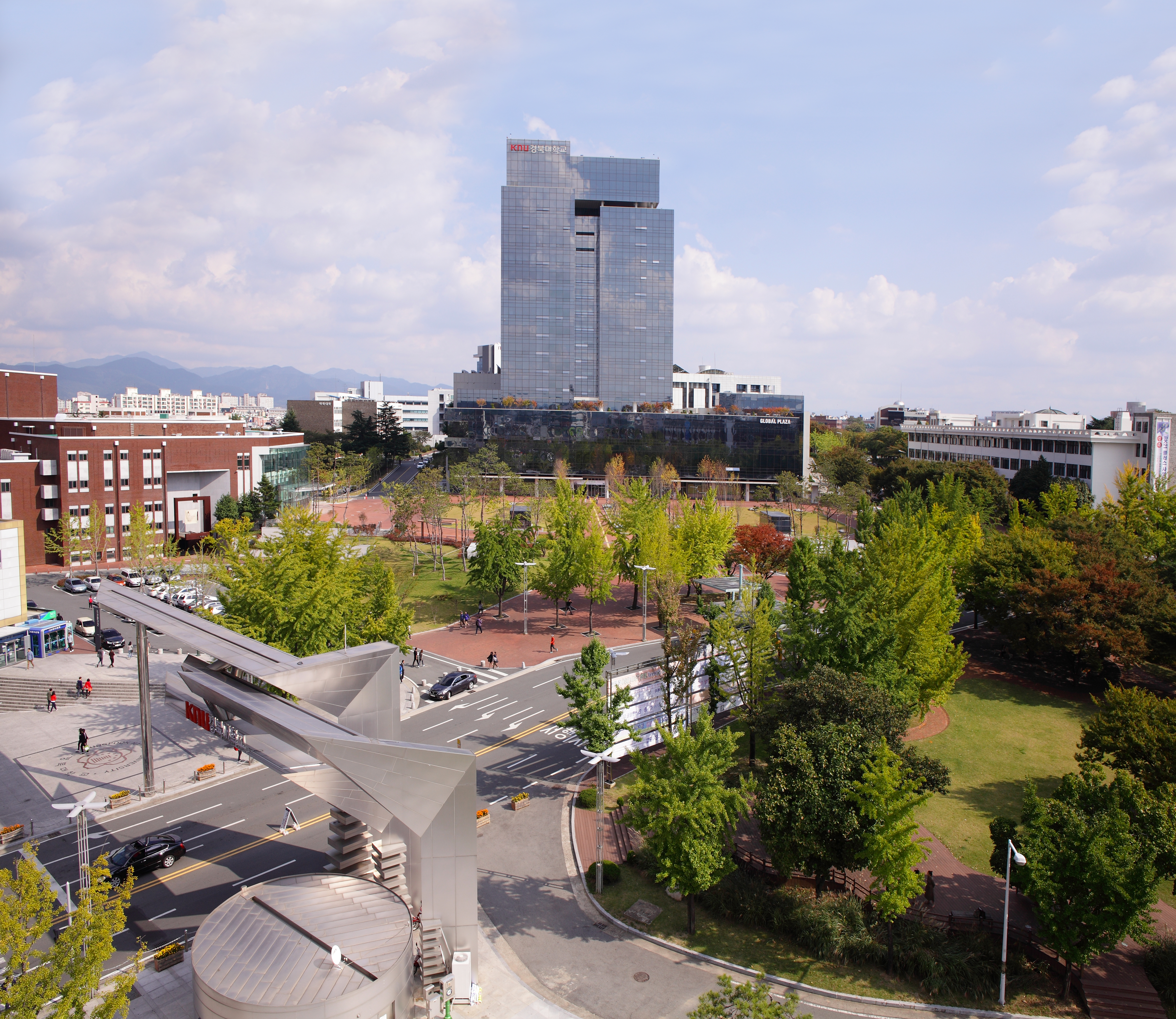
북문전경

### 상주캠퍼스

경북대학교 상주캠퍼스 전경
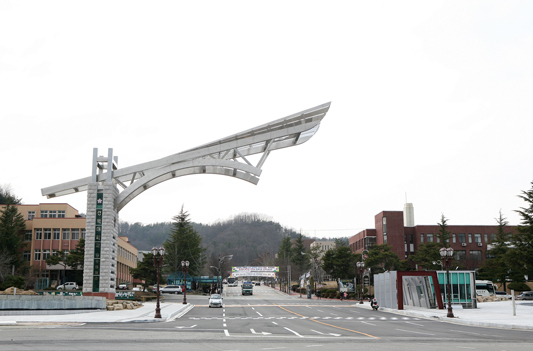
경북대 상주캠퍼스 정문
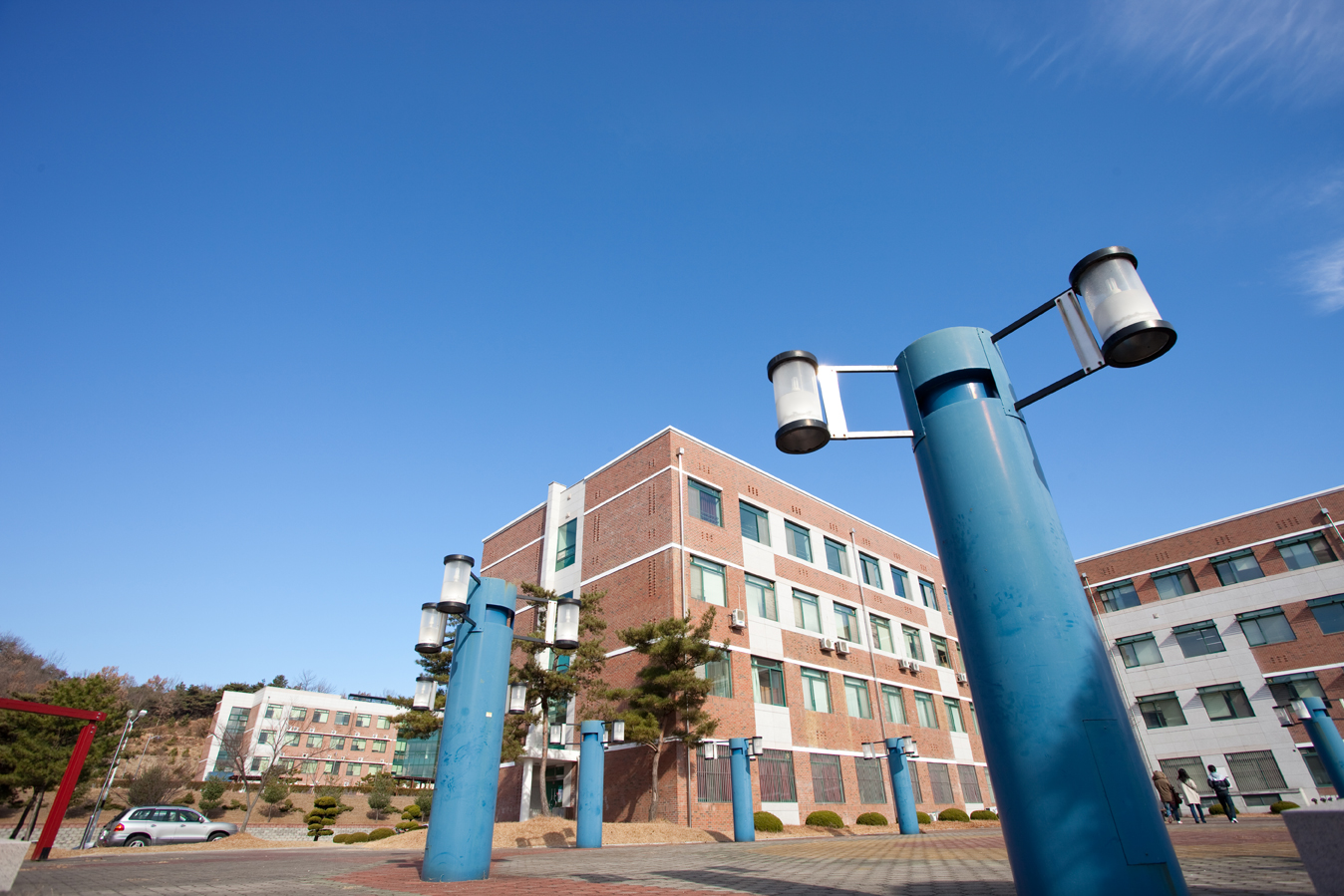
경북대 상주캠퍼스 전경
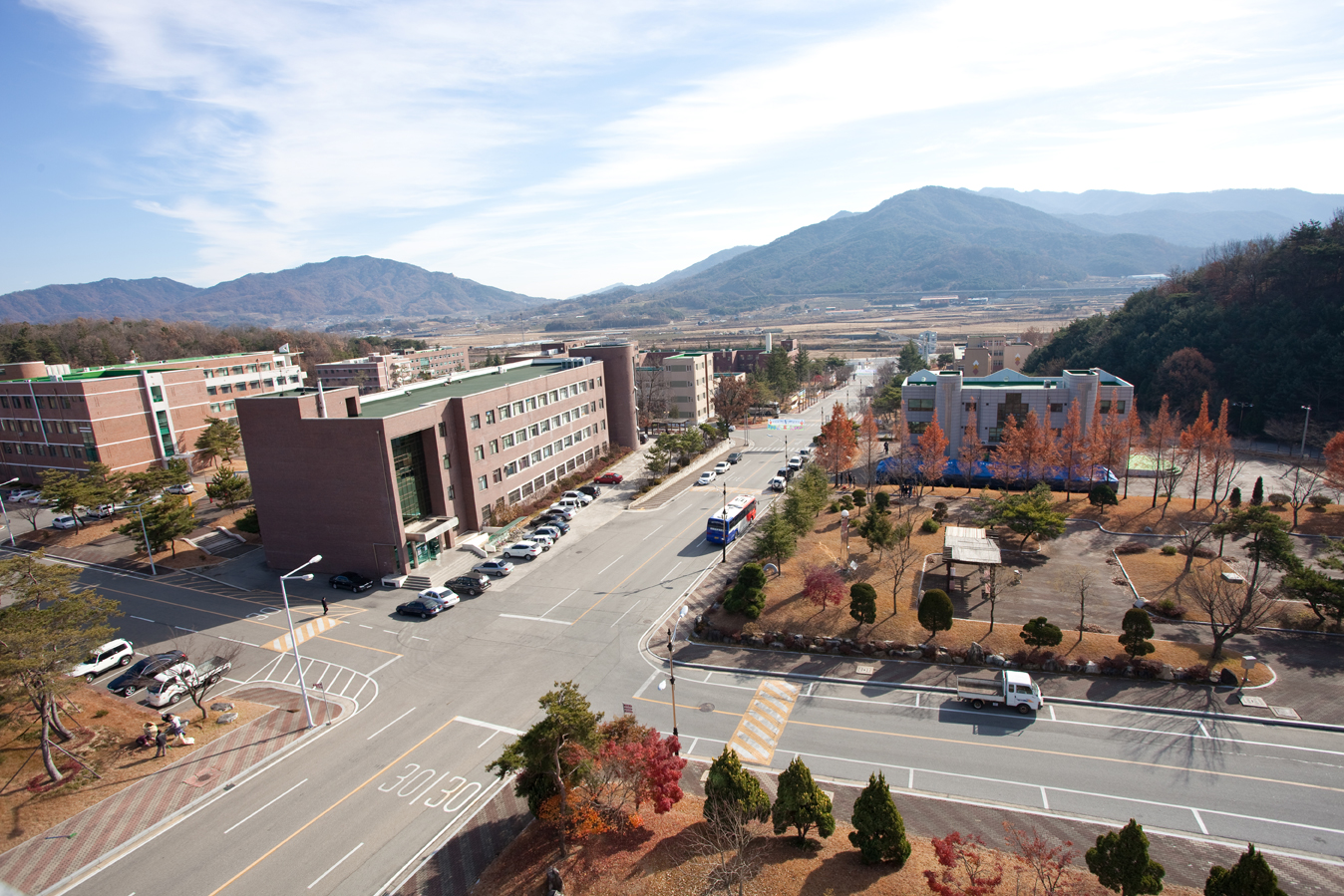
경북대 상주캠퍼스 전경
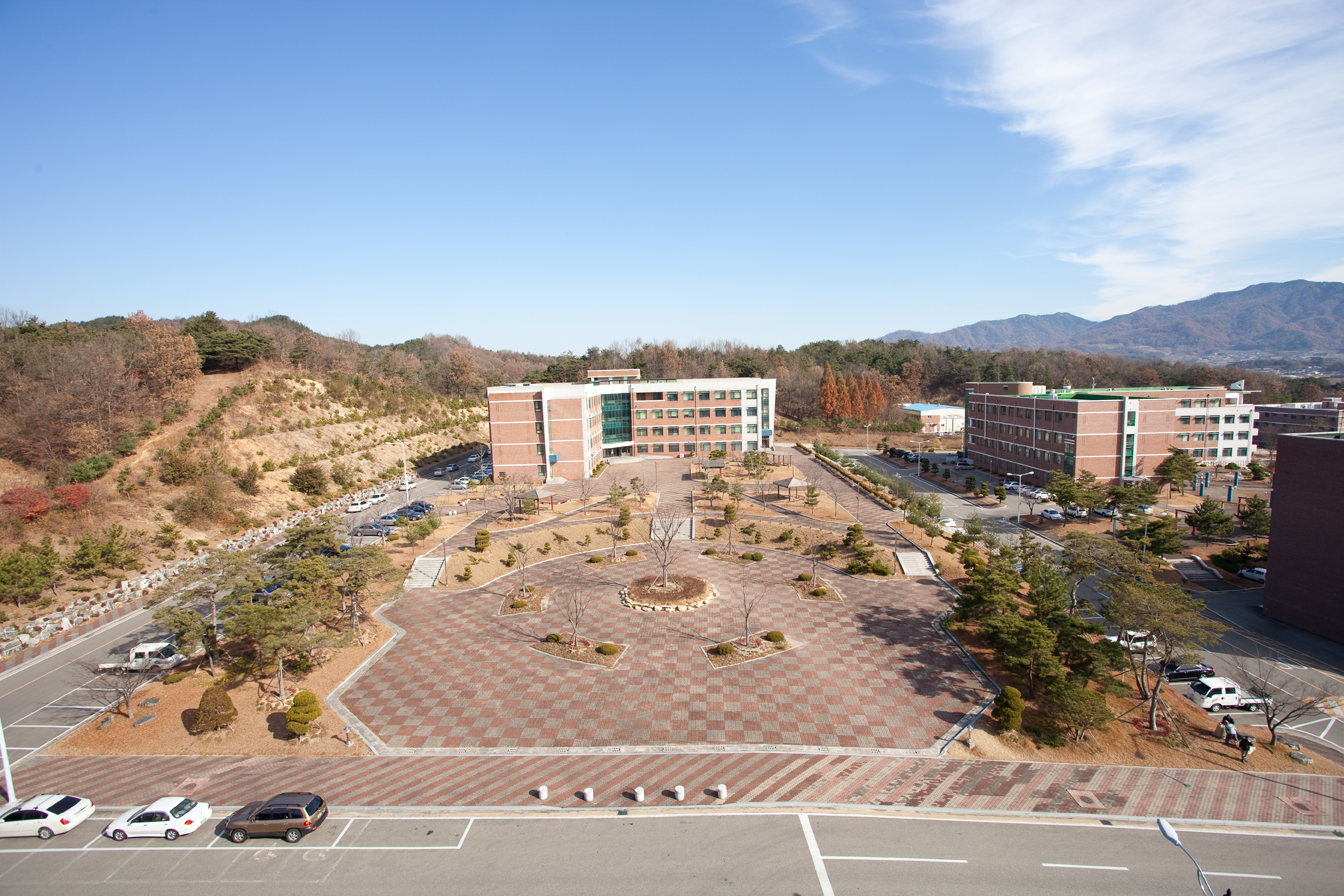
경북대 상주캠퍼스 전경
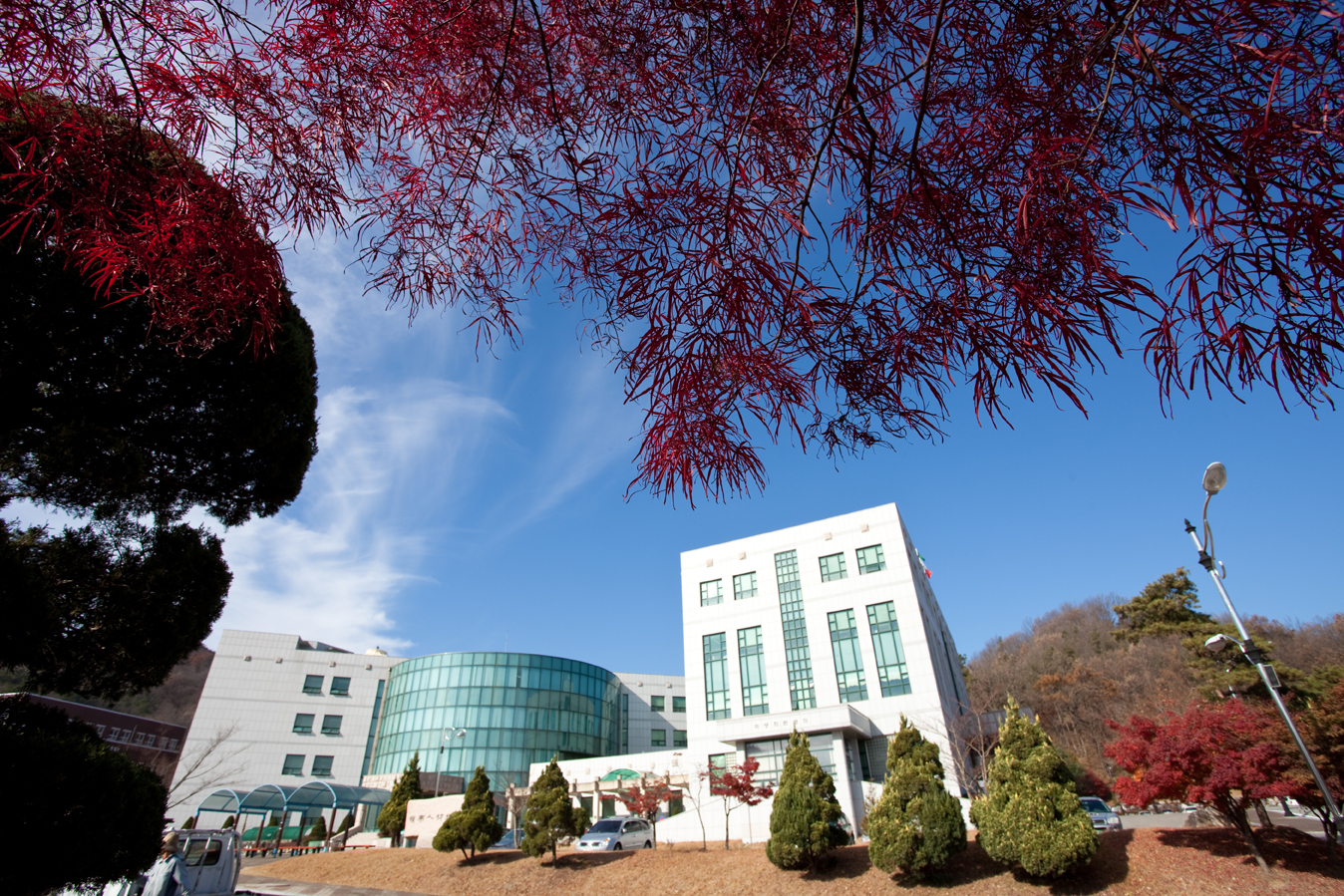
경북대 상주캠퍼스 가을

## 학생활동

### 총학생회
총학생회는 자주적이고 민주적인 학생자치활동을 통하여 자유로운 진리탐구와 창조적이고 진보적인 대학문화를 건설하고 회원 상호간의 공동체적 연대를 강화함으로써 대학의 자율적인 발전을 도모함과 아울러 실천을 통한 학생회 본래의 이념구현을 목적으로 하는 학생 자치기구이다.

### 총동아리연합회
총동아리연합회는 중앙아리들의 창조적이고 자주적인 활동을 통해 건전한 대학문화를 선도하며 동아중앙인들의 복지 및 동아리들의 활동을 지원하기 위해 만들어진 학생 자치기구이다. 각 동아리와중앙연합회는 누구에게나 문이 열려 있다.

## 주요 지원·부속시설

### 도서관
경북대학교 도서관은 1952년 농과대학, 사범대학, 의과대학 보유자료 8,866권으로 업무를 시작하여 1953년 5월 130평의 목조가건물에서 정식개관하였다. 1956년에 현재의 박물관인 건물을 도서관으로 신축이전하였고 1982년에는 현재 위치의 중앙도서관 개관, 1990년 신관열람실 개관, 2000년 중앙도서관을 증축하였으며 2016년 9월 현재 대구캠퍼스의 중앙도서관 외에 의학분관, 치의학분관, 법학분관과 상주캠퍼스 분관을 두고 연면적 35,961m2, 5,081석의 열람석을 보유하고 있는 지역거점 대표 대학도서관이다. 보유장서는 300만권이 넘으며, 전국 대학교 도서관 보유장서 순위가 서울대학교 다음으로 2위이다.
경북대학교 도서관은 지속적으로 학술자료를 확충하여 1997년 장서 100만권, 2004년 장서 200만 권을 달성하였고 2006년에는 전국 최초로 외국학술지지원센터(전기·전자·컴퓨터·정보공학분야)로 선정되었다. 2016년 9월 현재 320여 만권의 장서, 48,000여 종의 인쇄 및 전자저널을 소장하고 있으며 특히 6만여 책의 고서와 2만 여점의 고문서를 보유하고 있는데 그 중에는 「대불정수능엄경(大佛頂首楞嚴經)」(보물 제271호) 등 귀중한 고문헌들도 다수 포함되어 있다.
1996년 2월에는 학술정보시스템 ‘KUDOS(Kyungpook National University Library Doucument Retrieval and Online System )’를 구축을 시작으로 전자자원의 편리한 이용을 위한 통합검색 디스커버리 도입, 모바일 서비스 제공 등 디지털 환경에서의 학술정보 이용을 위한 서비스를 제공하고 있으며 2016년 8월에는 학술정보시스템을 웹기반으로 업그레이드 하였다.
그리고 국내외 대학도서관 및 기관들과의 활발한 협력관계를 구축하여 중국사회과학원 도서관과의 학술자료 및 인적 교류, 전개하고 있다. 또한 지역주민에게도 도서관 자료와 시설을 개방하여 지역사회의 문화 및 학술정보센터로서의 역할도 수행하고 있다.

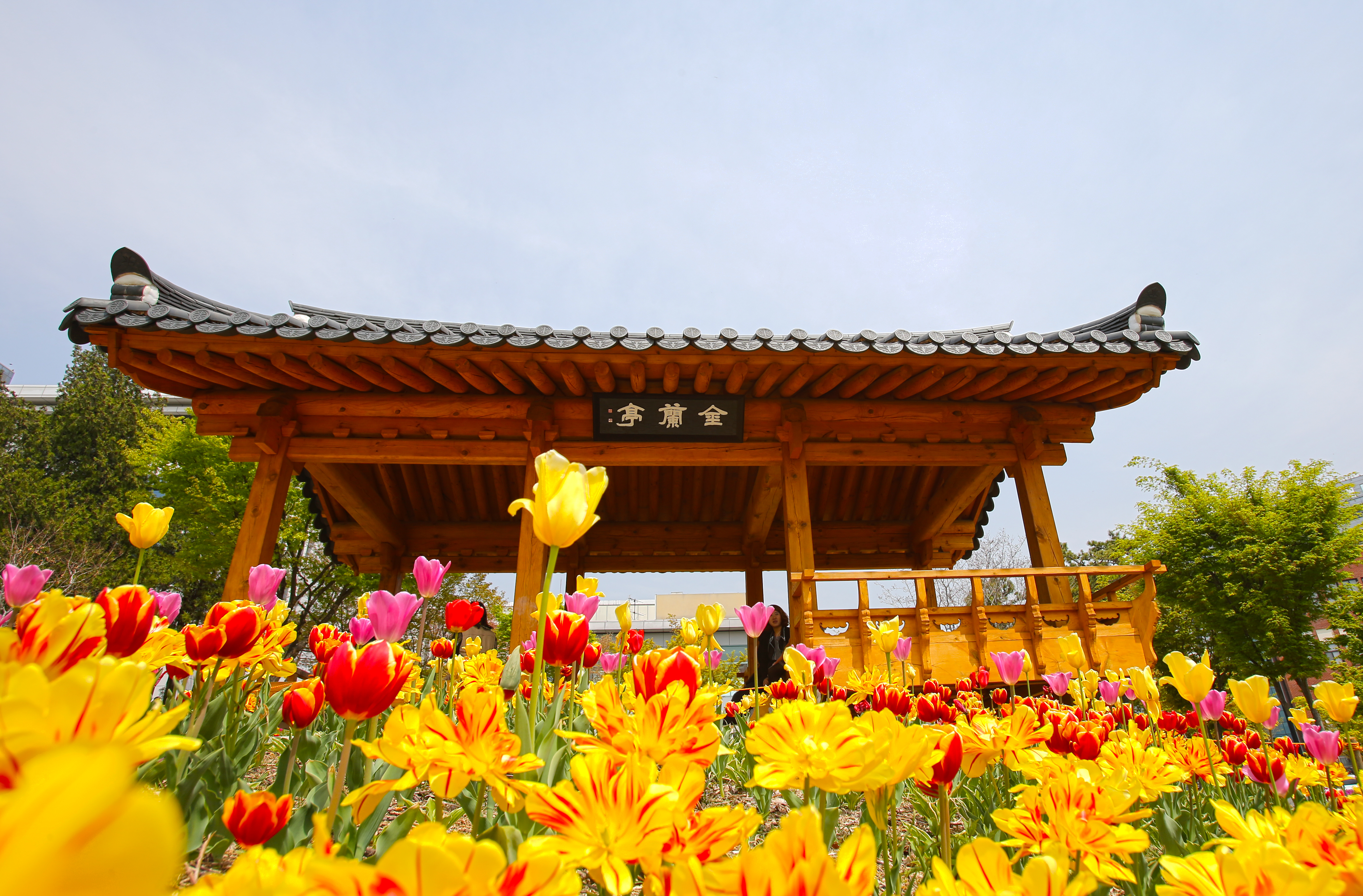
금란정

2011년 중앙도서관 앞 정원에 금란정이라는 이름의 정자가 건설됐다. 건축학부의 프로젝트의 일환으로 시작된 공사로, 금란정의 완공으로 경북대학교는 서울대학교, 명지대학교, 강원대학교에 이어 국내대학교 중 4번째로 전통 정자를 갖춘 대학교가 됐다.
2016년 9월 자료공간 및 이용자 공간 부족으로 중앙도서관 북쪽으로 연면적 6,000m2 규모로 증축공사를 하였고 20019년 1층 전체를 리모델링을 하였다

### 국제교류처
2001년 다양한 국제화 프로그램을 제공하여 국제적인 감각을 지닌 전문인력 양성을 목적으로 개원하였다.
- 주요활동

외국대학 교환학생 파견
해외인턴십 프로그램
외국대학 복수학위 프로그램
Global Summer School 프로그램,

개별어학연수 학점인점
KNU International Graduate Scholarship(KINGS)
 해외우수교수초빙 영어계절학기수업 운영

KNU International Writing Center 운영
글로벌챌린저 프로그램

### 기초교육원
기초교육원은 2007년 8월 수준 높은 기초교양 교육과정을 구축하여 학생들에게 능동적이고 창의적인 기초교양 교육을 제공함으로써, 학생들에게 폭넓은 지식과 종합적인 사유능력을 함양할 목적으로 설립되었다.

### 경북대학교 인권센터
인권센터는 경북대학교 구성원의 인권을 보호하고 권익을 향상시키기 위하여 설립된 기관이다. 센터는 학내 구성원 모두가 인권 친화적인 대학 문화를 조성하고 성폭력, 성희롱 등 인권 침해 사건에 대해 적극적으로 대응하는 역할을 수행한다.

### 글로벌플라자

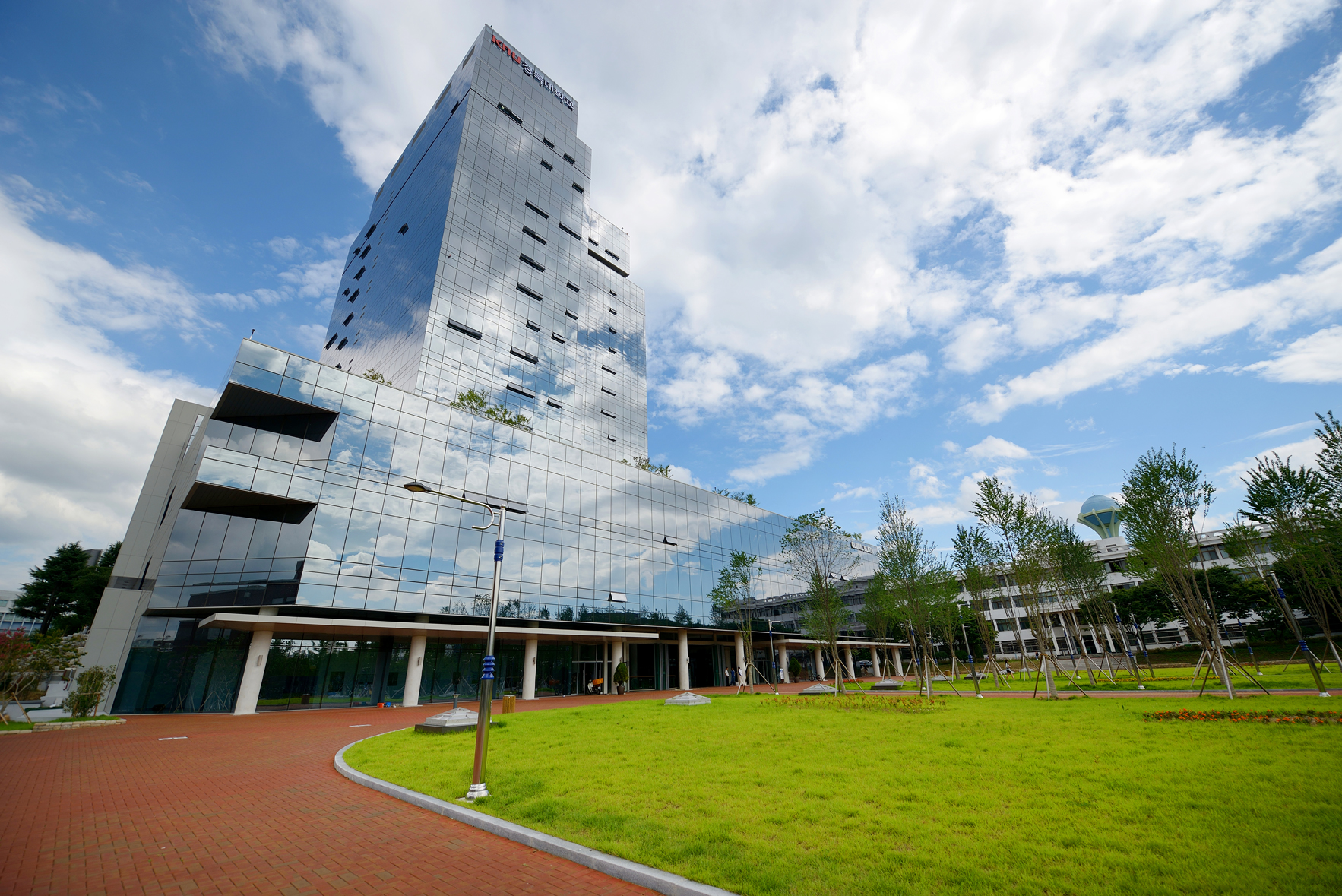
글로벌플라자

글로벌플라자는 2012년 3월에 준공된 건물이다. 대학의 기초학문 육성 및 연구력 향상을 위한 공간 확충 컨벤션시설, 전시ㆍ홍보시설, 휴게 공간 등 교육지원 시설의 집적화 현대화 연구 및 산학협력 강화를 통한 교육연구기능 확보로 글로벌 이미지 제고 건물의 고층화 집약화를 통한 공간의 효율적 활용 및 부족한 주차 공간 확보 등을 목표로 건설됐다.
최초에는 지상 20층 규모의 쌍둥이 빌딩으로 건설하려는 계획이 있었다.
건설 초기에는 학생회 및 일부 교수들을 중심으로 등록금 인상 및 학생권 침해 등을 이유로 반대하는 여론이 있었다. 2009년 5월에 실시한 글로벌 플라자 건립 찬반투표에서 투표인 4천143명 중 찬성 87명, 반대 3천273명 등 반대가 많은 것으로 나타나기도 했다.

### 정보전산원
정보전산원은 1976년 4월에 설립하였다. 대학의 학사·행정 통합정보시스템 구축 및 운영, 정보시스템 서버 및 정보통신망 운영, 정보보안관리, 홈페이지 관리 및 포털시스템관리, 각종 부가서비스관리를 한다.

### 과학영재교육원
과학영재교육원은 1998년 6월에 지역 과학영재를 위한 교육환경 조성, 연계성 있는 과학영재 교육 기회제공, 국가 및 지역에 공헌하는 과학영재 육성, 과학영재의 자아실현을 목적으로 설립하였다.
서류심사(원서, 융합인재기술서, 추천서, 학교생활기록부 등) 및 심층면접(창의적 문제해결력)을 통해 11~12월경에 선발한다.

### 정보영재교육원
정보영재교육원은 2003년 1월에 설립되었다. 정보영재의 특성을 개발을 목적으로 대구광역시 소재 중학생을 대상으로 서류전형, 영재성 및 창의성 검사, 기초수학능력 평가, 기본지식 및 정보능력 평가, 창의적 문제 해결력 검사의 평가를 통해 11~12월경에 선발한다.

### 영어영재교육원
영어영재교육원은 2007년 5월에 영어습득에 영재성을 보이는 초·중등학생에게 영어사용의 기본 기능 습득과 비판적·창의적인 생각과 논리적인 추론을 할 수 있는 능력 함양, 뛰어난 영어사용능력을 갖춘 인재 양성을 목적으로 설립하였다.

### 체육진흥센터
체육진흥센터는 1972년 교직원 및 학생들의 체육진흥과 체육활동을 조장·발전시키기 위한 경북대학교 체육진흥 관리위원회규정(1972.1.15제정) 제6조에 의하여 체육활동 및 체육진흥의 전문적인 수행을 위하여 설립되었다.
체육진흥센터라는 명칭은 2005년 8월 1일자로 기존 체육부에서 바뀌었다.
- 주요시설로는 운동장(인조잔디축구장, 육상경기장 400M 우레탄 트랙보유), 소운동장, 헬스장, 다목적구장(야외 농구장 3면, 야외 배구장 4면, 풋살장 1면(2016년 12월 경 완공)), 테니스장(클레이코트 5면, 인조잔디코트 7면, 총12면), 제2체육관이 있으며 그 밖에 수영장(25m 6레인, 유아풀), 골프장(19타석)에 170여평의 대단위 헬스장을 갖추고 있는 명실공히 최고의 종합스포츠센터로 자리매김하였다.

- 체육진흥센터분원(상주캠퍼스)에서는 체육관, 골프연습장, 체력단련실, 테니스장(클레이코트 4면), 대운동장(인조잔디, 우레탄 트랙), 풋살장(인조잔디 3면)을 관리하고 있다.

전체적인 체육진흥센터 이용료는 저렴한 편이다.

### 생활관
- 대구캠퍼스: 기존 생활관인 성실관, 긍지관, 협동관, 봉사관, 진리관, 화목관, 면학관, 향토관의 총 8개 건물과, BTL 생활관인 첨성관, 명의관, 누리관으로 구성되어 있다. 총 관실수는 2,066실로 총 4,600명을 수용할 수 있다.

문화관에는 455석 규모의 식당이 있다.
- 상주캠퍼스: 자주관, 창조관, 근면관, 경애관, 노악관, 청운관 이렇게 총 6개의 건물로 구성되어 있다. 총 관실수는 544실로 총 1,329명을 수용할 수 있다. 근면관 건물에 '도미토랑'이라는 생활관식당이 위치하고 있다.

신축생활관은 2014학년도 2학기부터 개관을 했으며, 생활실마다 개별화장실이 구비되어 있으며 나머지 생활관은 모두 공용화장실과 공용샤워실이다. 상주캠퍼스 재학생 3,200여명 중 40%를 수용할 수 있는 정도의 규모이다.

### 보건진료소
보건진료소는 1961년 4월에 설립되었다.
- 주요시설로는 진료실, 정신건강과, 치과진료실, 처치실, 안정실, 주사실, 영상촬영실, 보건교육실, 금연·비만클리닉이 있으며, 상주캠퍼스에는 보건의무실이 있어 구성원의 진료 및 건강관리를 하고 있다.

### 박물관
경북대학교 박물관은 1959년 5월 28일에 개교 13주년을 기념하여 설립되었다. 건물 5,488㎡(8개 전시설, 학예연구실, 보존과학실, 도서실, 항온항습실)와 야외전시장인 월파원 13,824㎡에 보물 7점을 포함한 64,000여점의 유물과 38,000여 점의 소장 및 전시하고 있으며 위치는 대구캠퍼스 본관 앞편에 있다.
상주캠퍼스 복합관 3, 4층에 경북대학교 박물관 분관이 위치하고 있다.

### 자연사박물관
경북대학교 자연사박물관은 경상북도 군위군에 위치하고 있으며 국립대학에서 설립한 자연사박물관으로서는 국내 최초로 2004년 5월 6일 개관하였다. 전시공간은 공룡화석관, 야생동물관 등 7개의 실내 전시실과 옥외 생태습지를 갖추고 있으며 수장고에는 화석, 광물, 동물박제, 곤충, 어류 및 식물 등 표본 약 6만 여 점이 수장되어 있다. 주요 표본으로는 국내에서 최초로 발견된 공룡알 화석, 한반도에서 멸종된 따오기와 늑대 박제 등이 있으며 특히 학술적으로 가치가 뛰어난 모식표본도 다수 소장하고 있다. 관람은 설날과 추석 연휴를 제외한 화요일부터 일요일까지 무료 이용 가능하고 단체관람은 사전에 예약할 수 있다.

### 미술관
지역사회에 봉사하고 글로벌 시대에 문화역량을 강화하기 위해 2006년 5월에 개관했다.
경북대 북문 앞 DGB문화센터 2층에 자리하고 있는 미술관은 3개 전시관을 보유하고 있으며 근, 현대 미술품을 중심으로 전시와 연구활동을 전개해 나가고 있다.
지역대학에서 최초로 설립된 경북대학교 미술관은 전시 및 다양한 학술행사와 교육프로그램을 개발하고 운영하여 학내 구성원 뿐만 아니라 일반 시민들의 문화체험의 장으로서의 역할을 수행하고 있다.
아울러 예술 전문기관으로서의 전문성과 함께 음악, 건축,문학 등의 장르간 상호 연계를 통한 통합적인 복합문화공간이 되고자 한다.

### 수의과대학부속동물병원
수의과대학 부속 동물병원은 대구캠퍼스와 상주캠퍼스에 설립되어 있다.
대구캠퍼스 내에 수의과대학 부속 동물병원은 32채널 도시바 CT장비를 도입했다.(2014년)
동물 의료용 CT장비로는 최고수준이다.
상주캠퍼스 생태환경대학 부속목장에 수의과대학 부속 동물병원분원이 설립되었다.(2013년)
소, 돼지, 말 등의 대형 가축을 대상으로 하는 대동물전용병원으로 전국 수의과대학중 최초이다.
연면적 1493m2, 지하 1층ㆍ지상 2층 규모이며, 대동물진료시설, 영상진단실, 임상병리검사실, 병리부검실, 수술실, 입원실, 집중치료실 등 진료시설과 강의실, 연구실 등 교육시설을 갖추고 있다.

### 신문방송사
신문방송사는 학내외 소식을 공정하게 보도함으로써 대학 구성원들의 여론을 민주적으로 형성하는 데 기여하고 있다.
- 경북대신문은 경북대신문 편집국, The KNU Times 편집국, 교육방송 편성국, 업무국이 있으며, 1952년 9월 1일에 창간호를 발행하였다.

### 어학교육원
어학교육원은 1964년 2월에 설립되었다.
외국어 및 한국어 강좌 운영, 교내 기관(학과) 및 외부기관(기업, 공공기관 등) 맞춤형 강좌 운영, 외국어 학습 전반에 걸친 상담 및 지도, 어학교재 개발, 학술강연회 등 어학 분야의 연구와 교육활동을 수행하고 있다.
- 주요시설로는 강의실, 연구실, 행정실, 강좌운영실, 컴퓨터실을 완비하고 있다.

### 출판부
출판부는 1973년 9월에 설립되었다.
전공 및 교양 도서, 보전 및 연구 가치가 있는 고서적, 학술적 가치가 높은 전문 연구 성과물의 저술 장려 및 출판을 통해 대학 교육 및 연구·학술 활동을 지원하고 있으며 각 종 시리즈물을 연간 50종 이상 출판하고 있다.
최근에는 지역, 문화, 대중이라는 콘셉트로 새로운 출판 기획을 시도하고 있다.

### 수련원
수련원은 1985년 11월 경상북도 포항시 구룡표읍에 설립되었다.
- 학생과 교직원의 심신단련을 위하여 55,126m2의 면적에 학생동, 교직원동, 식당동, 배구장, 족구장, 테니스장, 농구장, 철봉, 평생봉, 간이축구장 등의 시설이 구비되어 있다.

### 테크노파크

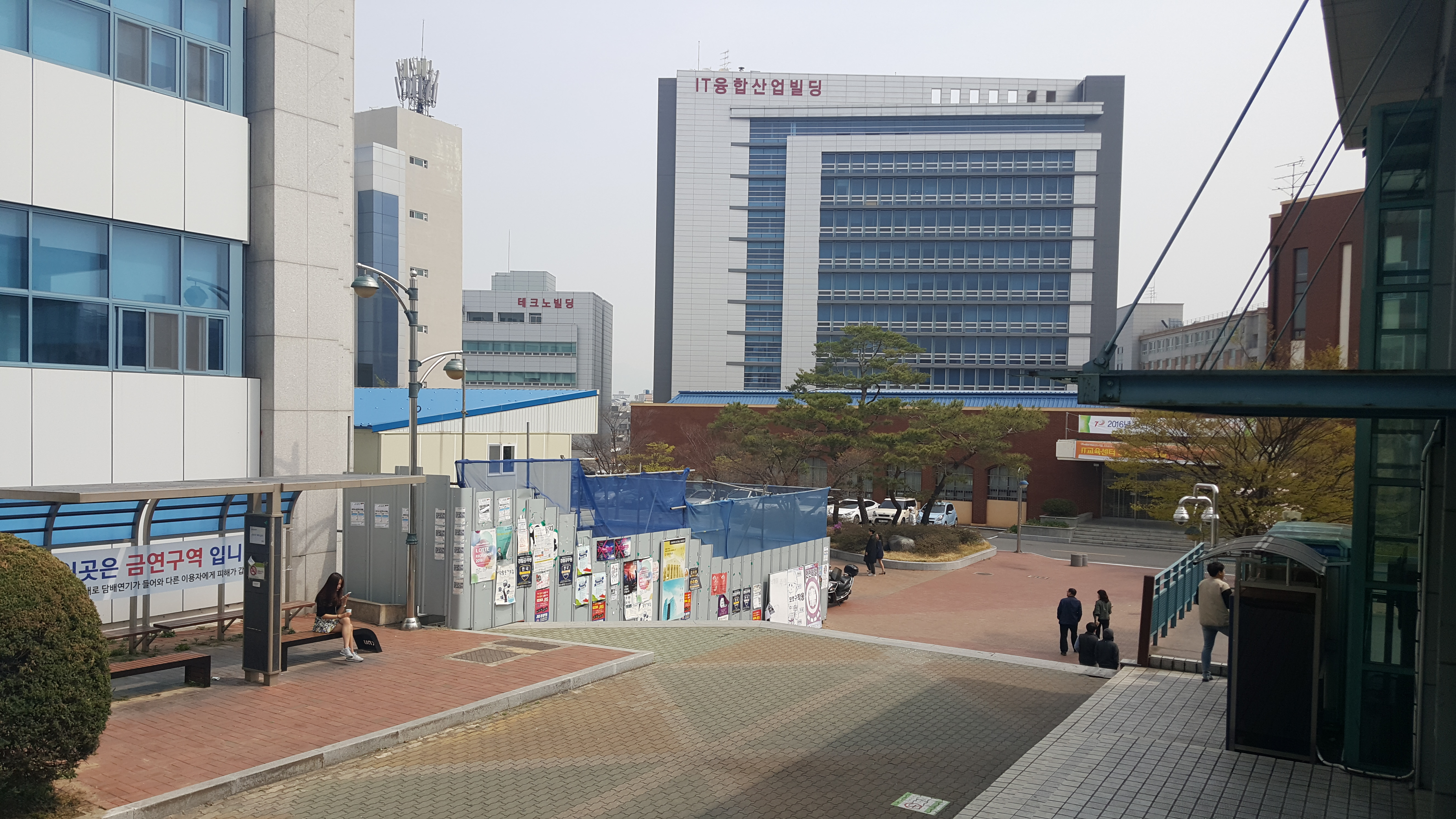
2016년 4월 중앙도서관에서 바라본 테크노파크. 중앙에 위치한 건물은 IT융합산업빌딩이다.

테크노파크는 1996년 5월 지역산업·경제 진흥 거점기관 및 글로벌기업육성 전문기관으로 설립되었다.
- 창업보육센터, (재)대구테크노파크경북대센터, 중소기업성장지원센터, 기업기술경영지원센터, 해외글로벌비즈니스센터, 기업지원실이 있으며 지역의 창업 분위기 촉진 및 창업활성화에 기여하고 있다.

### 공동실험실습관
공동실험실습관은 1989년 3월에 고가의 실험·실습기자재를 효율적으로 관리·운용하기 위해 설립되었다.
- 핵자기공명분석기(NMR), 전계방사형 투과전자현미경(FE-TEM) 등 다수의 고가 정밀 기자재를 매년 확충하였으며, 기초과학 및 응용 과학 분야의 연구를 촉진하기 위해 대학·연구소·산업체의 연구활동을 지원하고 있다.

## 편의시설

### 복지관
동문지구에 설립되어 있는 교원, 교직원, 학생의 복지를 위한 건물이다.

1층에는 생협 쇼핑플라자, 신한은행 경북대지점, 서점이 있고

2층에는 학생식당, 매점, 우편취급소가 있다.

3층에는 경북대학교 총학생회실, 경북대학교 생활협동조합 학생위원회실, 열린글터, 복현교지, 교수회 등 자치기구들이 들어서 있으며 

4층에는 인재개발원과 잡플라자, 컴퓨터실이 있어 학생들이 진로상담을 받거나 공부를 하는 공간으로 채워져있다.
상주캠퍼스에는 기존에 있던 복지회관과 2012년에 완공한 복합관이 이어져있다.
복지회관에는 생협 쇼핑플라자, 서점, 복사&인쇄실, 인재개발원 상주분원, 취업상담실, 보건소가 위치하고 있다.
보건소의 경우 기존 2층에 위치하면서 근로장학생으로만 운영했으나, 2016년 1학기부터는 3층으로 확장 이전되면서 간호공무원이 근무하고 있다.
복합관에는 생협 패스트푸드점, 커피전문점, 박물관분관, 정보검색실이 위치하고 있다.

### 학생식당
대구캠퍼스 내에 5개의 학생식당과 2개의 기숙사 식당이 있다.
복지관 식당은 복지관 2층에 위치해 있으며, 주로 3,500원에서 5,000원 대의 식사를 판매한다.
점심, 저녁 식사 시간대에는 1종의 라면만 판매를 하고 그 외에는 다른 종류의 라면도 팔고 있다. 최근에는 신용 카드로 학생 식당의 식권을 결제할 수 있는 시스템을 구축했다.

## 명소, 즐길거리
경북대학교는 재학생들의 휴식처이자, 지역주민들에게는 오랫동안 지역의 명소였다.

### 대동제

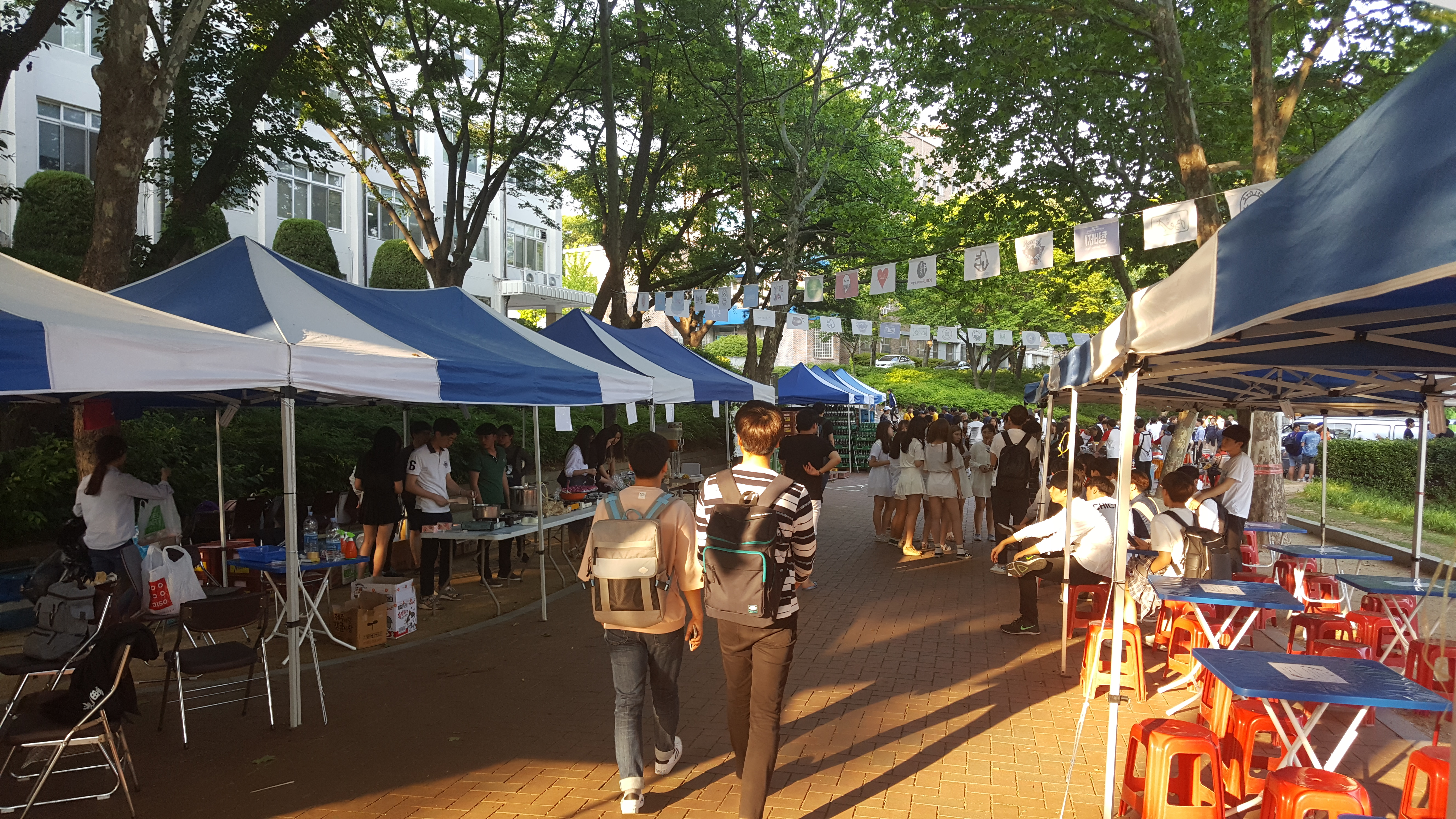
2016년 5월 대동제 주막

매년 5월이면, 학교 최대의 축제인 대동제가 열린다. 대동제 기간에는 백양로에서부터 법대 주차장까지 학과 및 동아리에서 주막을 운영해왔다. 하지만, 2018년에는 교육부의‘대학생 주류 판매 관련 주세법령 준수 안내 협조’ 공문에 따라 주막을 설치하지 않고, 대동제 기간을 이달 23~25일 사흘에서 24~25일 이틀로 단축해서 운영했다.

### 산책로

#### 러브로드

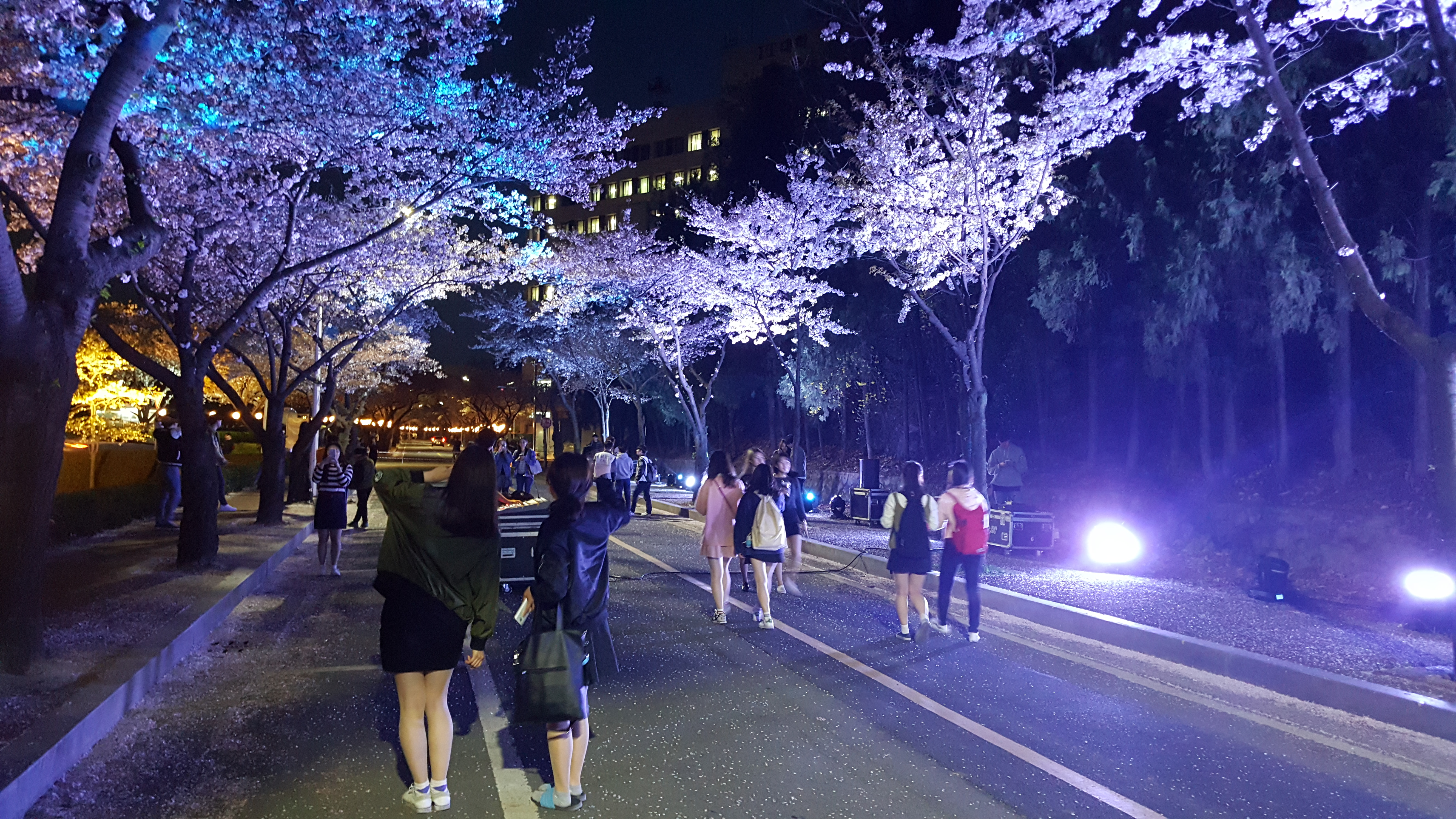
2016년 4월 벚꽃길. 벚꽃축제가 한창인 모습이다.

러브로드는 일청담과 정문을 잇는 플라타너스 나무가 우거진 길이다. “사시에 합격한 법대 남학생이 지극정성으로 뒷바라지했던 여학생을 버리고 다른 여자와 결혼하자 이에 충격을 받은 여학=생이 러브로드에서 생을 마감하였고, 그때부터 이 길을 함께 걷는 커플들은 헤어지게 된다”라는 전설이 있다고 한다. 러브로드 남쪽 학생주차장 옆에는 벚꽃길이 조성되어 있는데, 1975년에 도로망 확충과 함께 길을 따라 벚나무를 심으면서 조성되었다고 한다. 4월에는 벚꽃이 만개해 캠퍼스 내에 지역주민과 관광객으로 문전성시를 이룬다.

#### 백양로
경북대학교 가로수길(백양로)은 오래된 플라타너스가 울창하게 터널을 이룬 낭만적인 산책길이다. 경북대학교 제1과학관과 농구장 사이, 약 220m 길이이며, 2011년 드라마 사랑비에서 윤아와 장근석 두 주인공이 우산을 쓰고 걷던 길이다.

#### 센트럴파크
정문에 위치한 공원으로 2010년에 조성된 공원이다. 정문에서 학생 주차장 주변까지 조성된 산책로에는 다양한 꽃들과 느티나무, 단풍나무, 이팝나무 등이 심겨져 있다. 봄, 가을에는 돗자리를 펴고 휴식하는 학생들로 붐빈다.

### 연못

#### 일청담

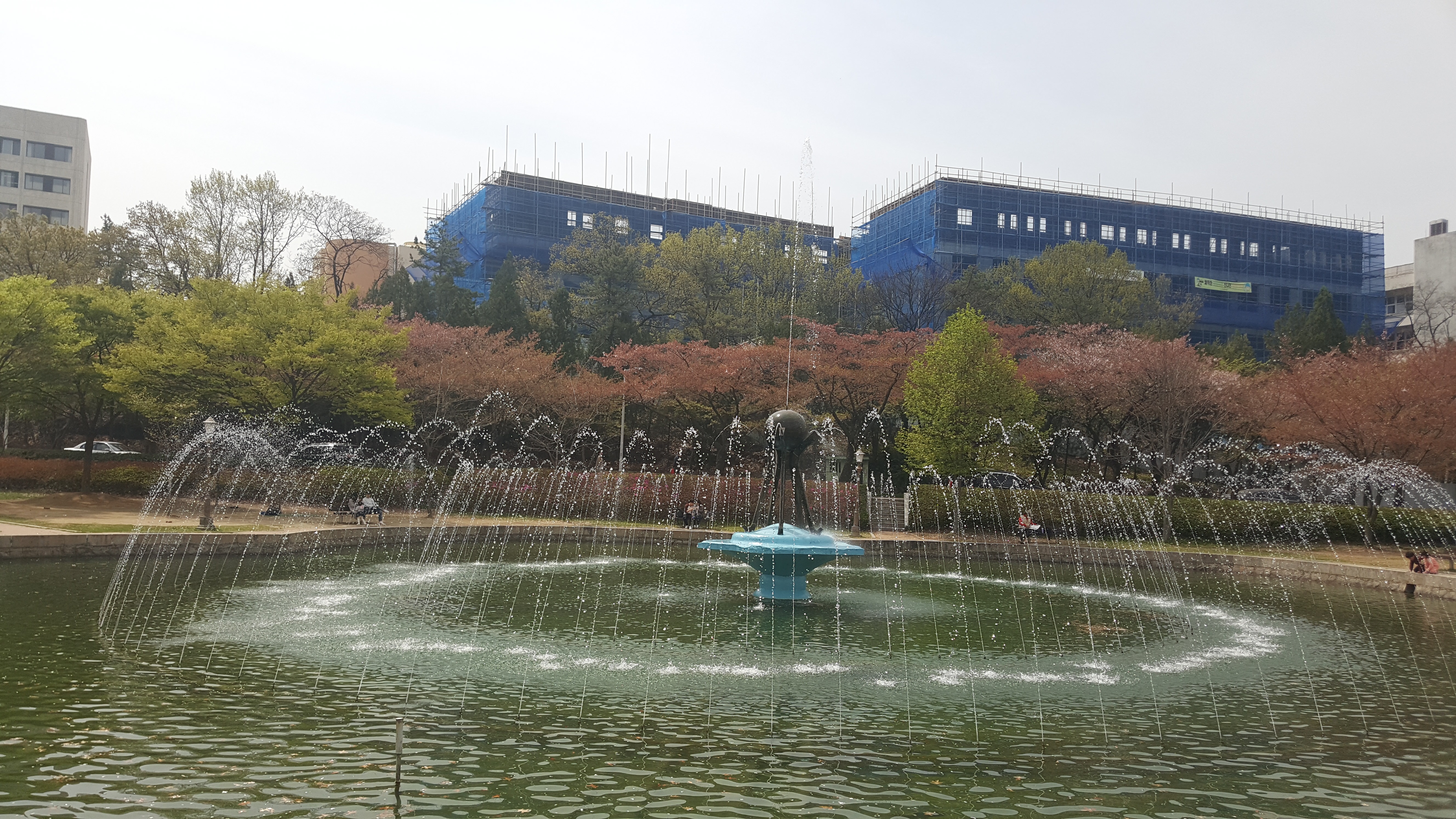
2016년 4월 일청담

일청담은 1960년대 초 기존에 있던 농대 실습장이 옮겨가면서 만들어졌다. 연못은 교화인 감꽃모양이며, 못 중간에 분수탑이 있다. 일청담 주변으로는 벚꽃나무가 심어져 있어, 봄이 되면 벚꽃이 만개한다. 학생 및 지역주민들이 많이 찾는 벚꽃 명소 중 하나이다. 일청담에는 생일을 맞은 학생들을 못에 빠뜨리는 전통이 있다. 하지만, 1980년대에 술에 취한 학생이 일청담에서 수영을 하다가 심장마비로 사망하는 사고도 발생했었다.

#### 지도못
공대 식당에서 공대 3호관과 11호관, 12호관 중간에 위치한 연못이다. 지도못이라는 명칭은 한반도 모양으로 생겼다는데서 유래했다. 못안에는 작은 분수가 있는데 경북대학교의 위치를 표시한 것이라고 한다.

#### 만오원

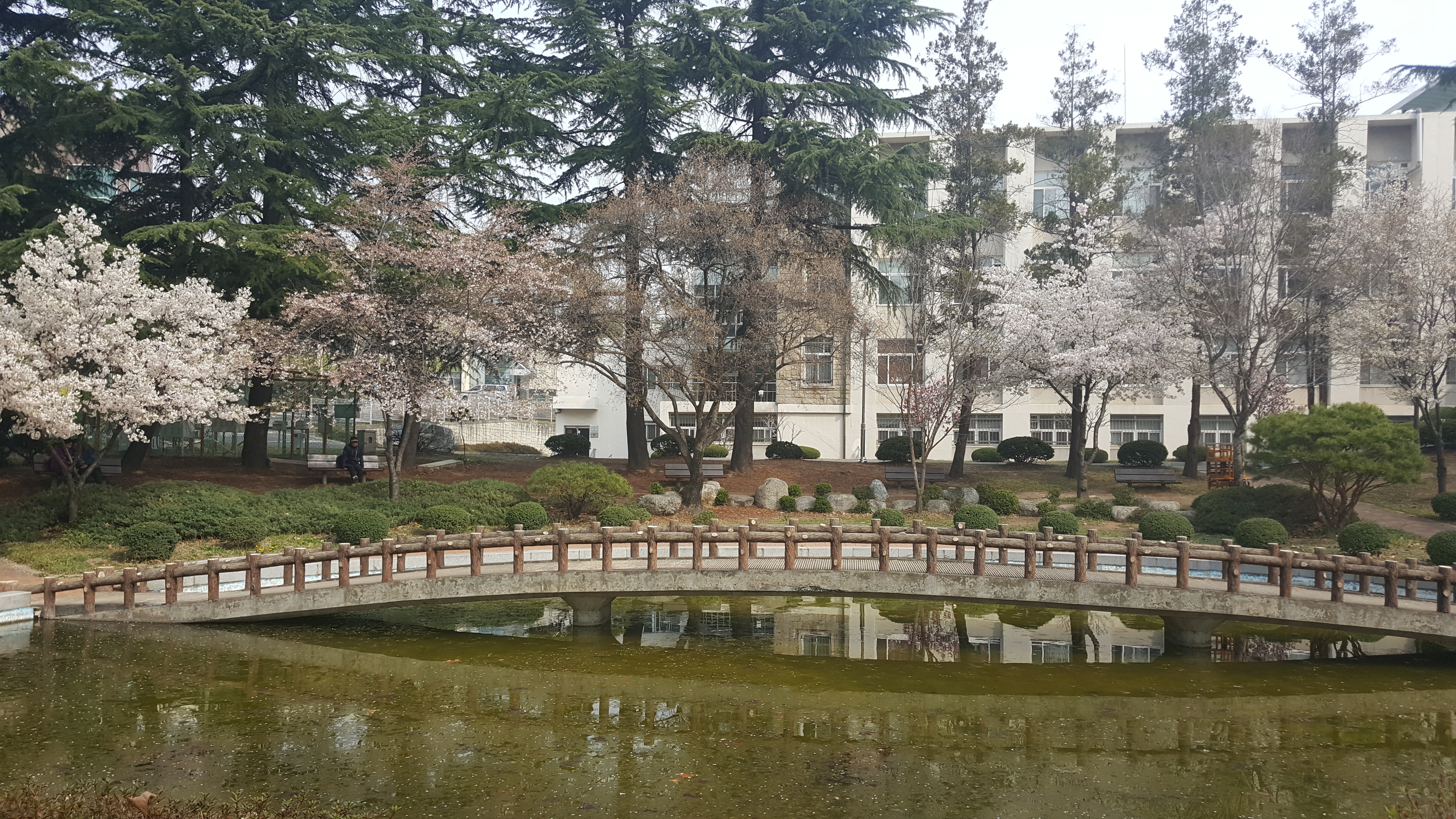
2016년 4월 만오원. 뒤로 보이는 건물은 제1과학관이다.

만오원은 제1과학관 앞에 위치한 연못이다. 정자와 아치형 다리가 놓여져 있다. 원래 늪이던 곳에 자연대학이 세워지면서 근처 물이 고여서 생긴 연못이다. 자연대(생물학과, 물리학과 등) 학생들이 실험 때 사용한 물이나 실험용 박테리아를 못에 버려 수질이 나빠졌다는 소문이 있으며, 이로 인해 경북대학교 학생들은 만오원이라는 명칭 대신, '박테리아 연못'이라는 별명으로 이 연못을 부른다.

## 교통

### 철도
경북대학교 근방에는 동대구역과 대구역이 위치해있다.
동대구역에서 경북대학교까지 순환2-1번과 937번 버스가 지나간다. 순환 2-1번은 경북대학교 쪽문과 후문방면의 대현로를 지나가며, 937번 버스는 경북대학교 정문과 동문 쪽 경대로 방면으로 지나간다. 동대구역에서 경북대학교 북문방면으로 통행하는 버스는 없으나, 413번, 937번 버스가 복현오거리를 지나가고 순환2(-1)번이 서문으로 가기 때문에 경대교에서 환승할 수 있다.

### 시외/고속버스
대구캠퍼스에서 가장 가까운 버스 터미널은 동대구복합환승센터다. 고속/시외/공항버스가 운행중이며, 서울경부, 동서울, 대전, 광주, 부산 등의 주요 행선지의 버스가 상시 운행되고 있다.
북부정류장은 323(-1)번이 2015년 개편으로 북문으로 가지 않기 때문에, 체육센터 혹은 복현오거리에 가서 시내버스를 이용해야 한다. 원주, 강릉, 춘천 등 강원권 지역을 연결하는 주요 노선이 북부정류장에서 출발한다.
서부정류장과는 경북대학교 북문에서 급행6번, 306번, 706번 버스가 운행 중이나 약 12km 정도 떨어져 있어 거리가 멀어, 서부정류장을 이용하는 학생 및 교직원은 적은 편이다.
상주캠퍼스는 시내, 고속/시외버스(청주, 대구, 김천행)이 운행된다.

### 시내버스
경북대학교 대구캠퍼스는 대구 시내에 근접해 있으며, 다양한 노선의 버스가 운행 중이다.

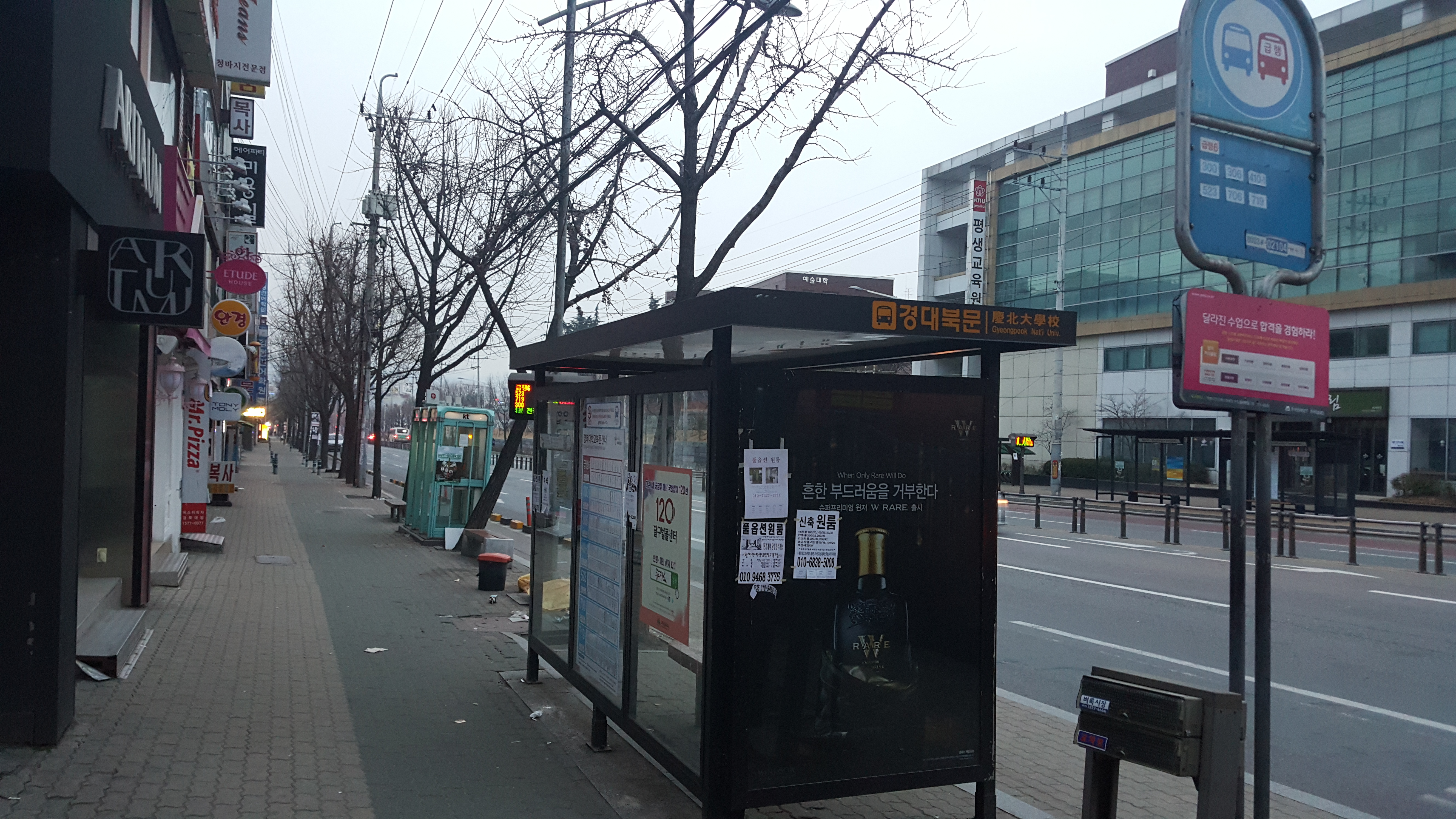
경북대학교 북문 건너 정류장

경북대학교 북문 버스정류장은 경북대학교에서 가장 승하차 승객이 많은 버스정류장이다. 2019년 3월 현재 대구시내버스 300번, 306번, 410-1번, 706번, 719번, 급행6번, 523번 버스가 정차한다. 이들 버스는 경북대학교에서 반월당역, 서문시장역, 수성구청역 등 대구 주요 지역을 운행한다.

### 도시철도
대구캠퍼스 인근에는 대구 도시철도 1호선 신천역이 있다. 신천역의 부역명이 경북대입구이지만, 경북대학교 정문까지 1.4km 정도 떨어져 있어서 직접적인 역세권은 아니다.
학기 중에는 신천역 8번 출구, 대구은행역 3번 출구, 북구청역 1번/4번 출구에서 등교 셔틀버스가 운행되고 있다.

### 항공
대구캠퍼스와 대구국제공항은 약 4km 떨어져 있어, 공항 접근성이 좋은 편이다. 다르게 말하자면, 대구국제공항과 공용하는 공군 비행장에서 대구캠퍼스가 멀지 않기 때문에 대구캠퍼스 일대는 전투기 소음 피해 지역이다.

## 부설학교
경북대학교 사범대학 부설초등학교, 경북대학교 사범대학 부설중학교 및 경북대학교 사범대학 부설고등학교가 있다. 삼덕캠퍼스 인근 옛 대구사범학교 자리에 있다.
- 경북대학교 사범대학 부설초등학교
- 경북대학교 사범대학 부설중학교
- 경북대학교 사범대학 부설고등학교

## 사진

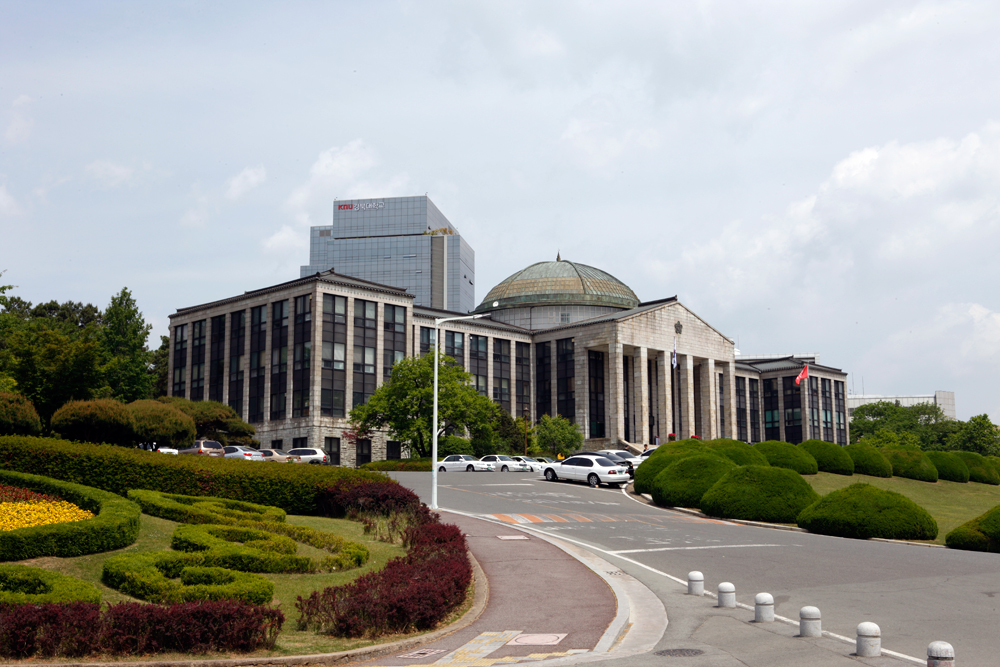
본관 옆모습
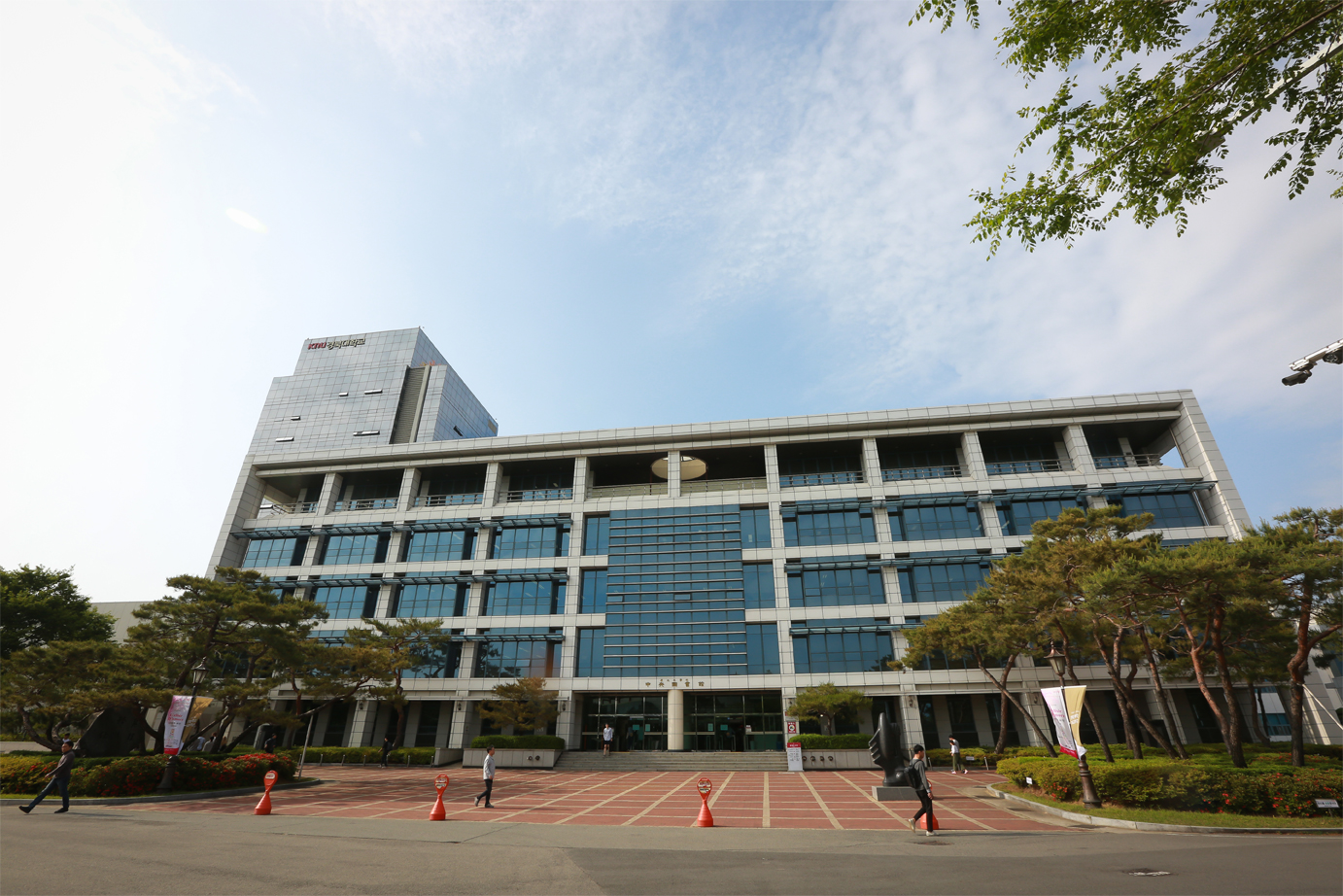
경북대학교 도서관
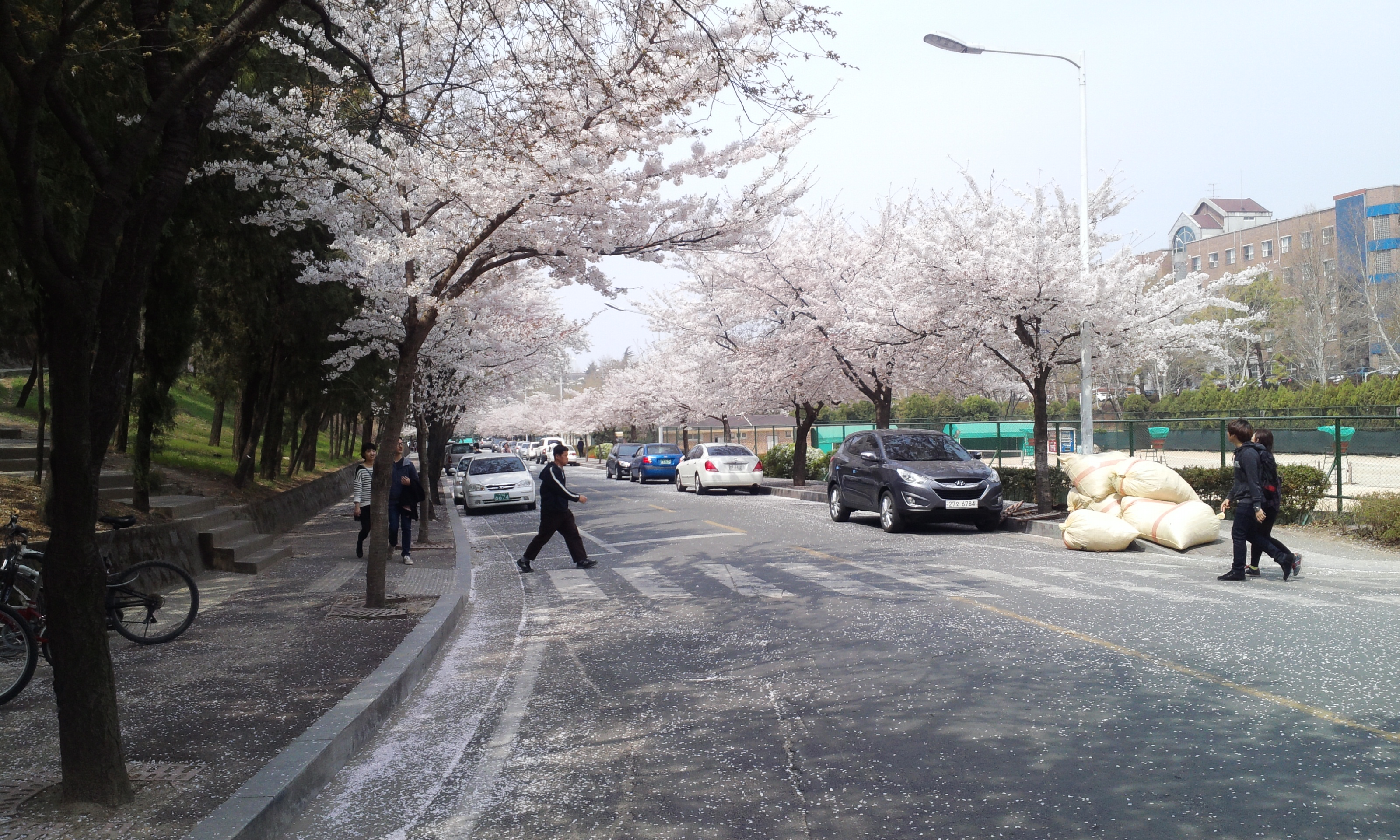
2013년 4월 일청담과 공대 사이의 길
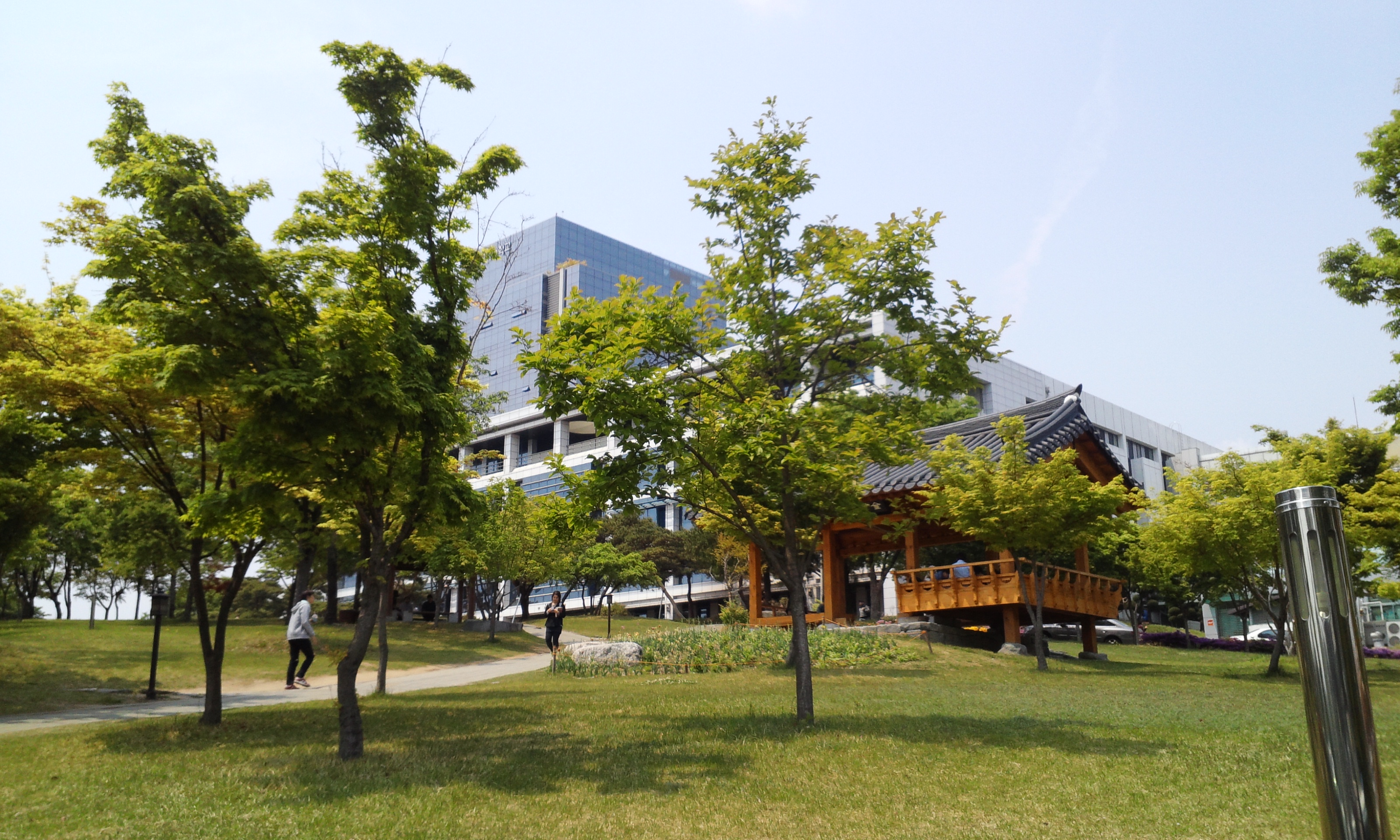
2013년 5월 경북대학교 중앙도서관(구관)과 금란정
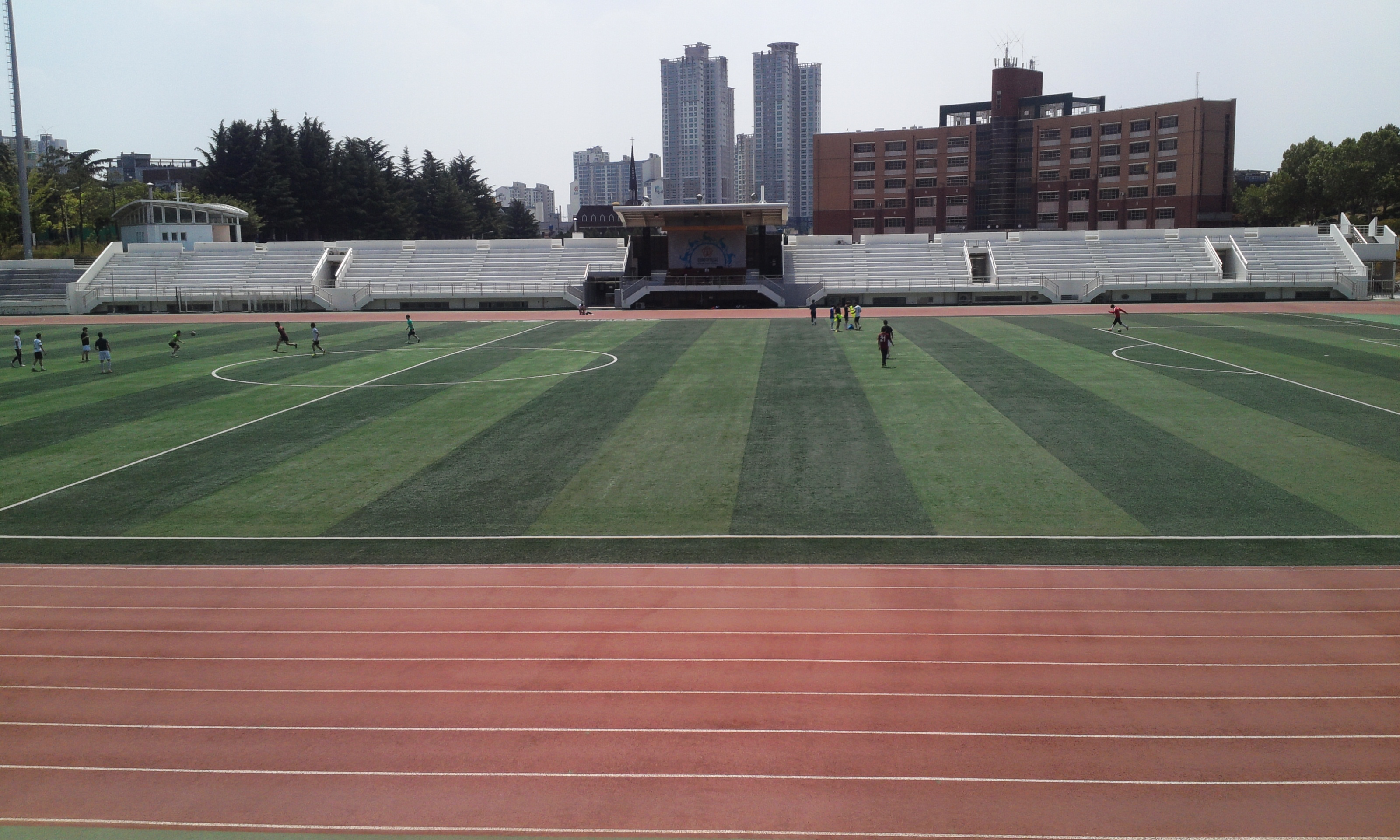
2014년 6월 경북대학교 대운동장
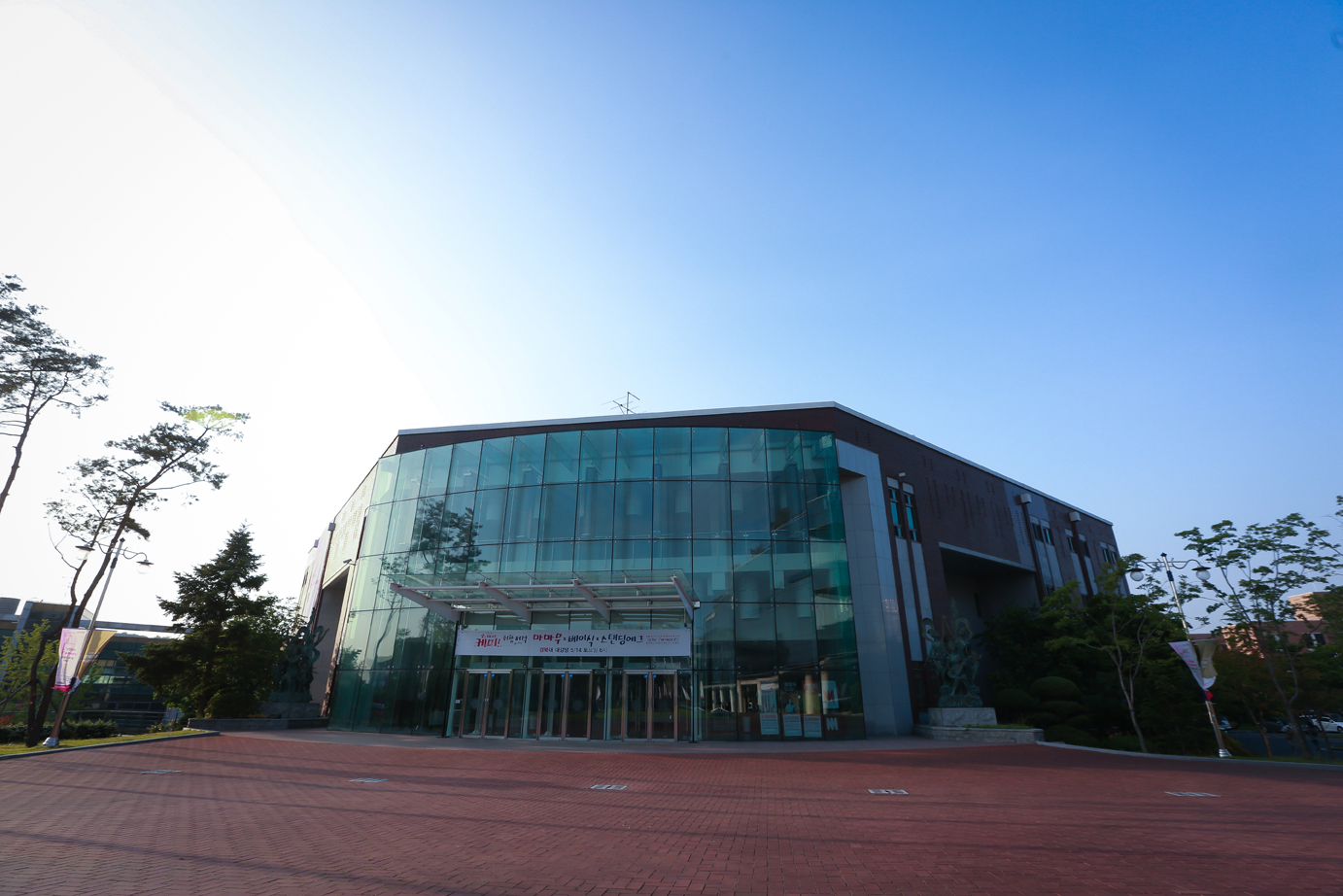
경북대학교 대강당. 최근 리모델링한 모습
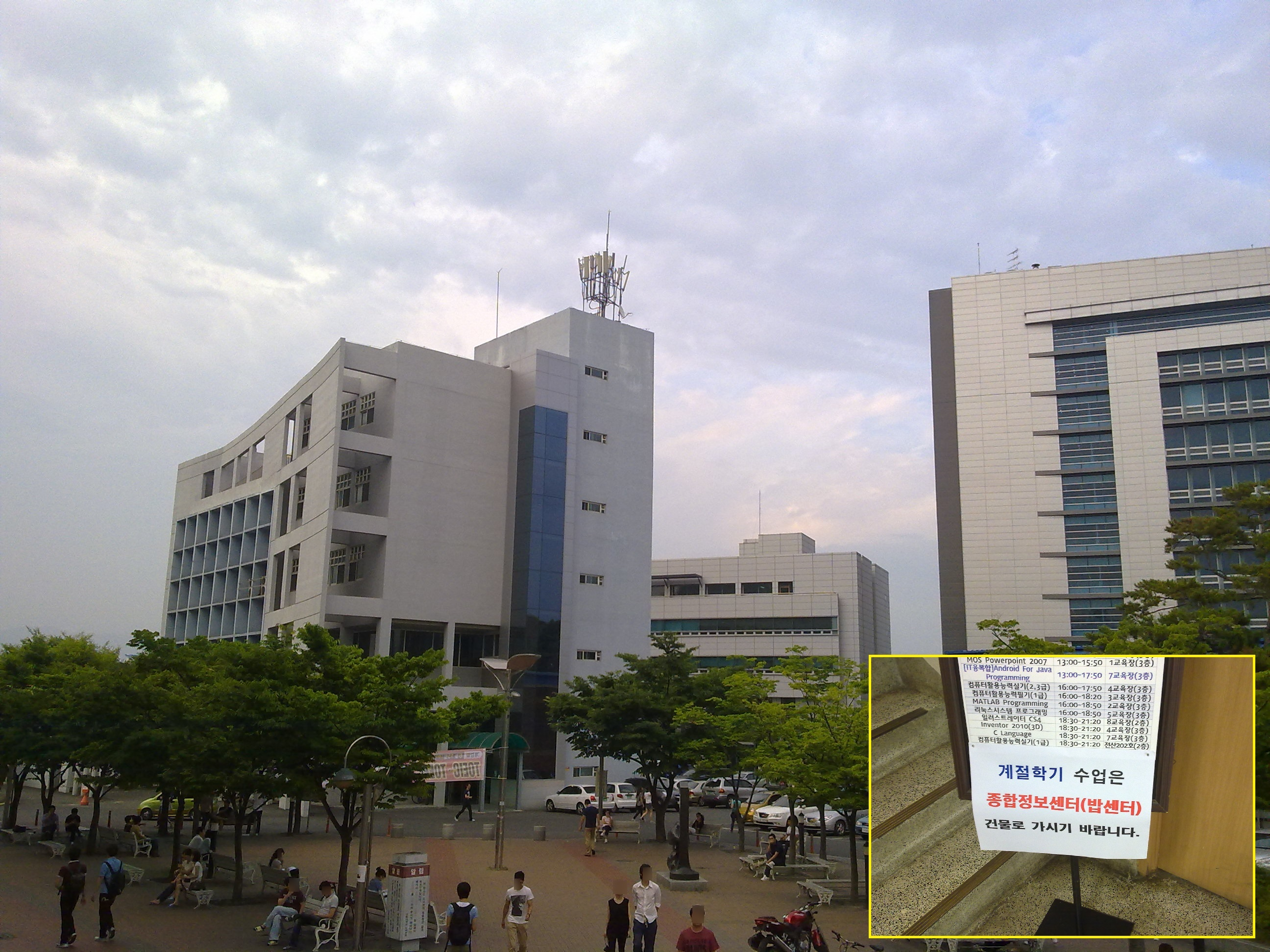
대구캠퍼스 종합정보센터. 밥센터라고 더 많이 알려져 있다(노란 네모 안을 참조)
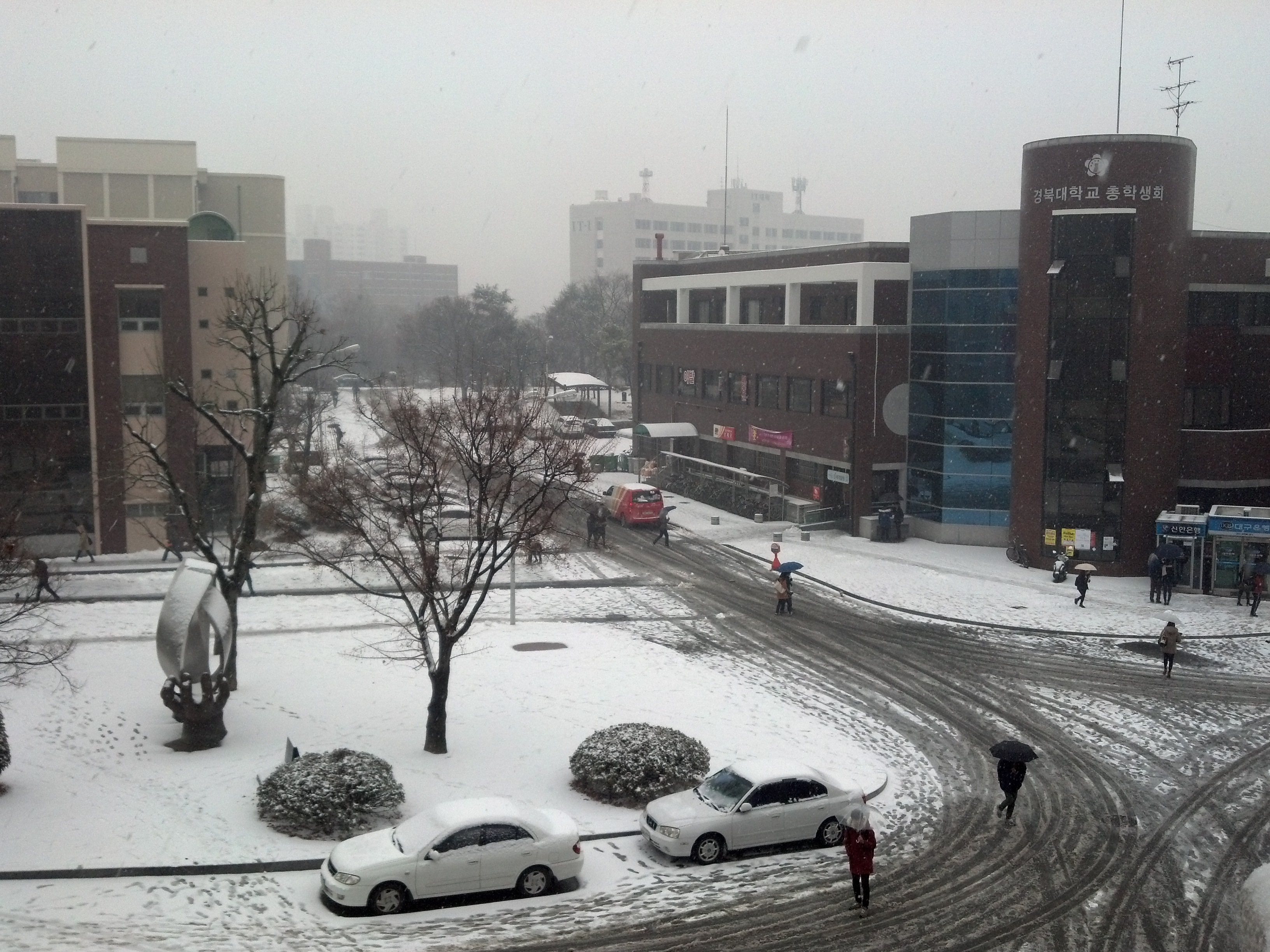
경상대학에서 바라본 눈 내린 복지관 앞
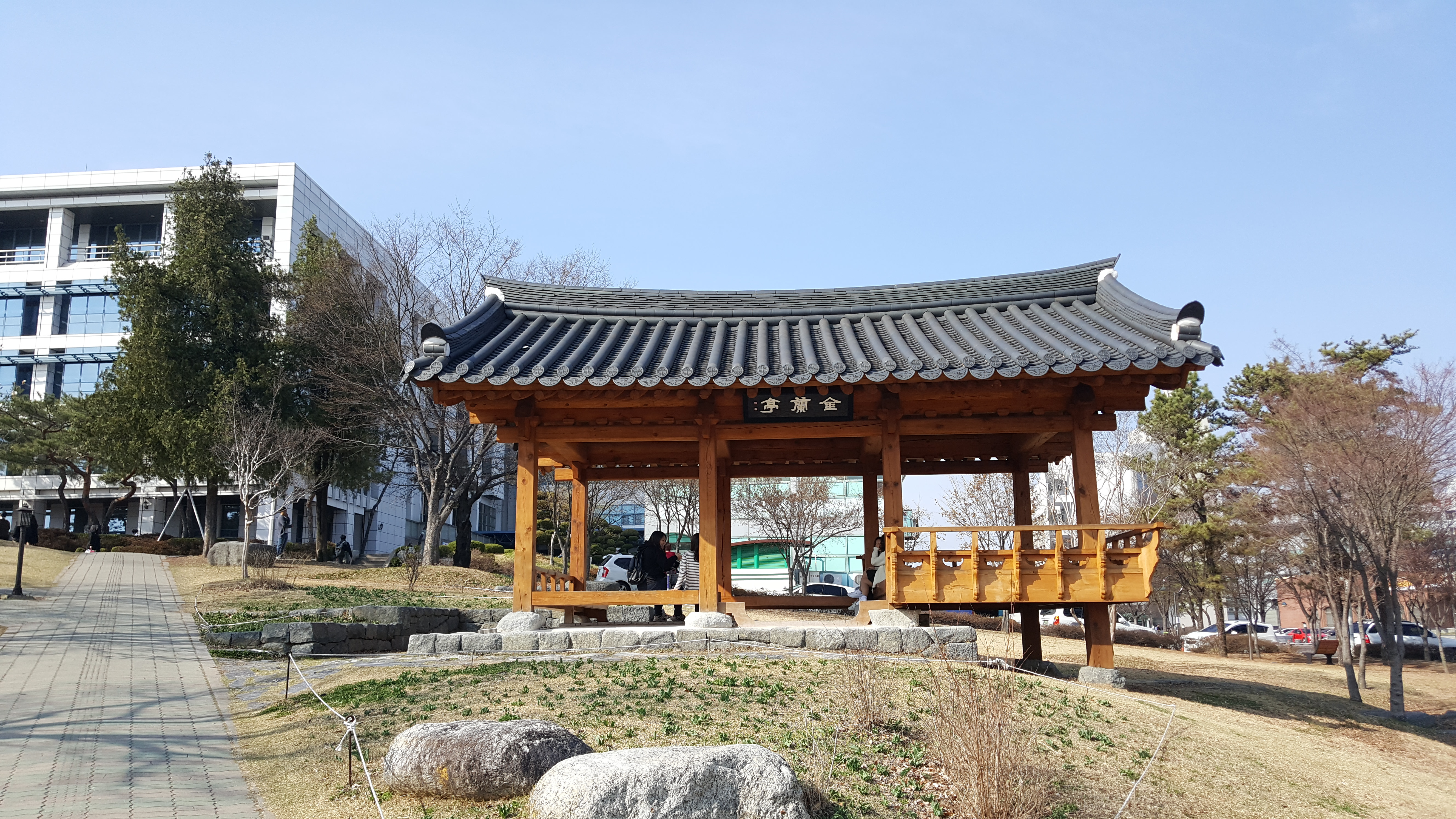
2016년 3월 금란정
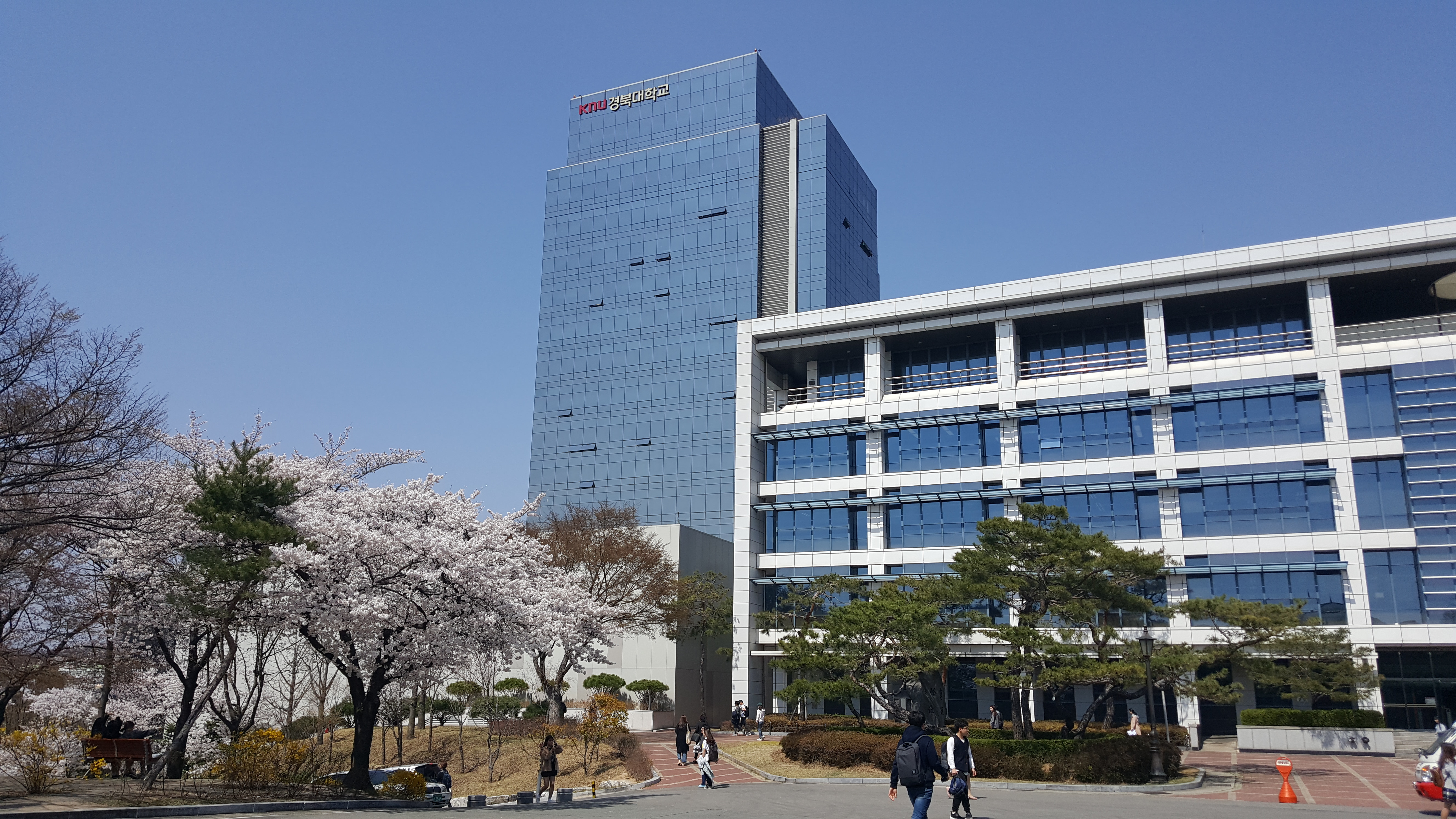
2016년 3월 글로벌플라자와 중앙도서관(구관)
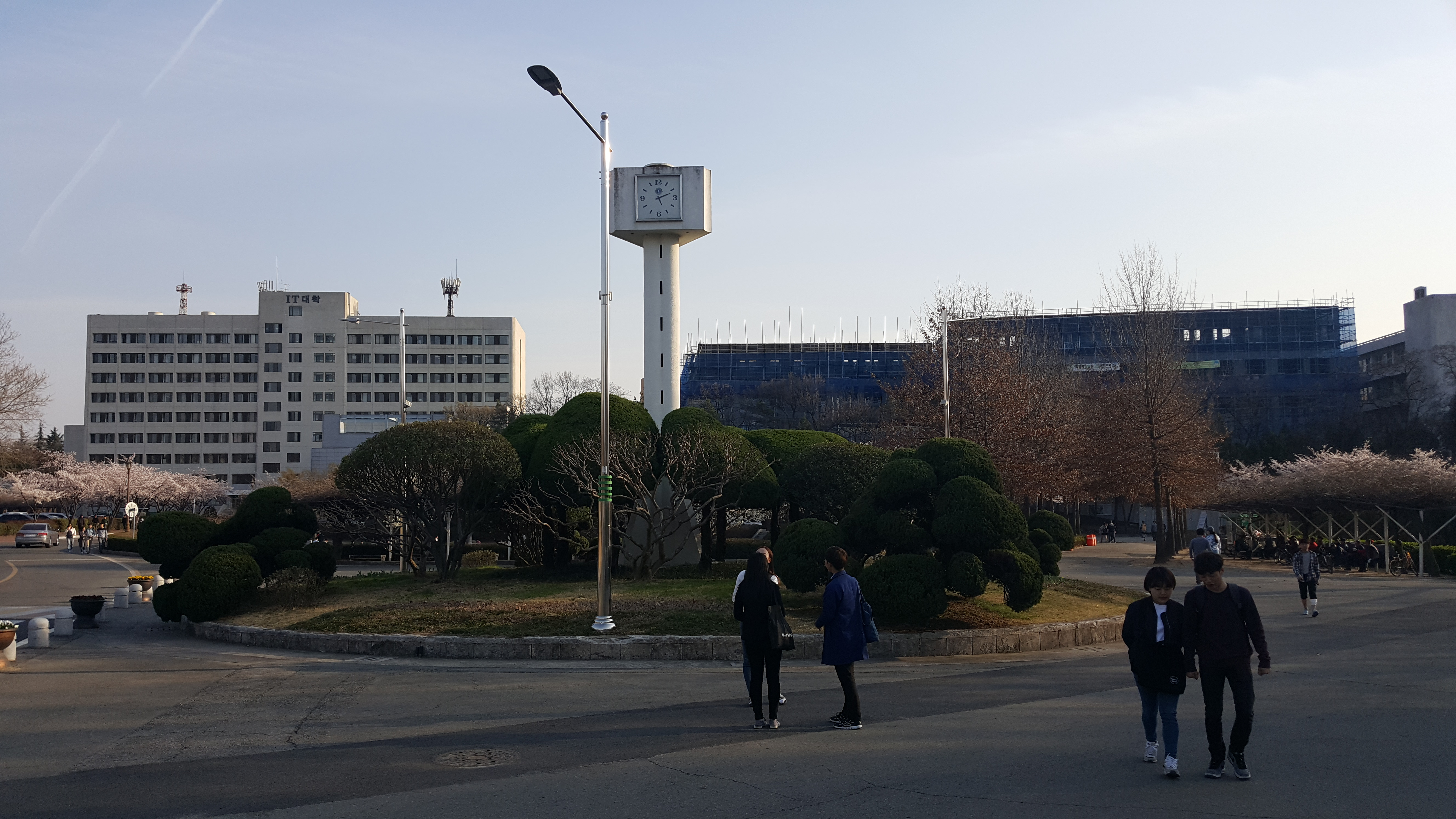
2016년 3월 시계탑
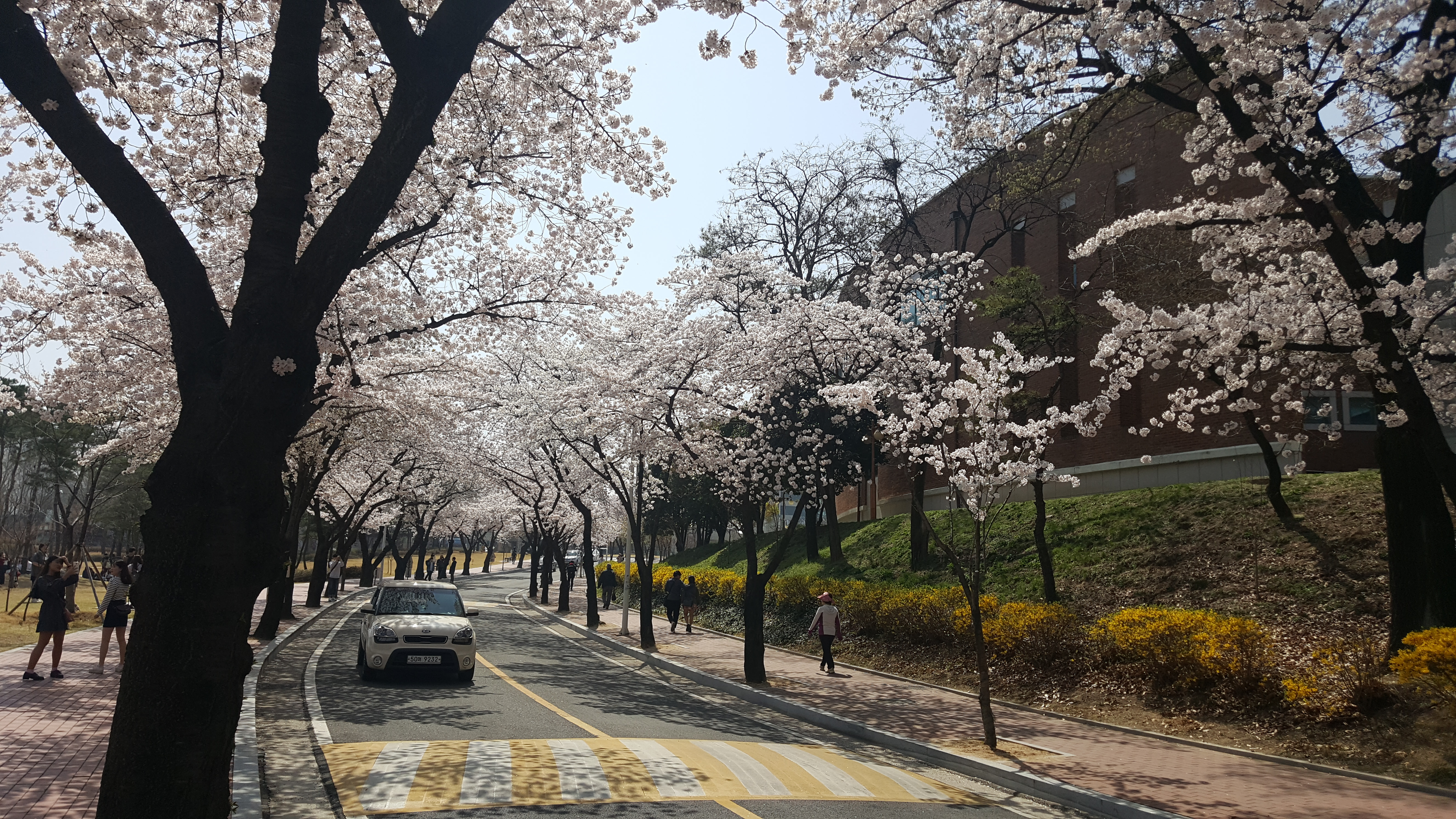
2016년 4월 수의대 앞 길, 벚꽃이 만개한 모습이다.
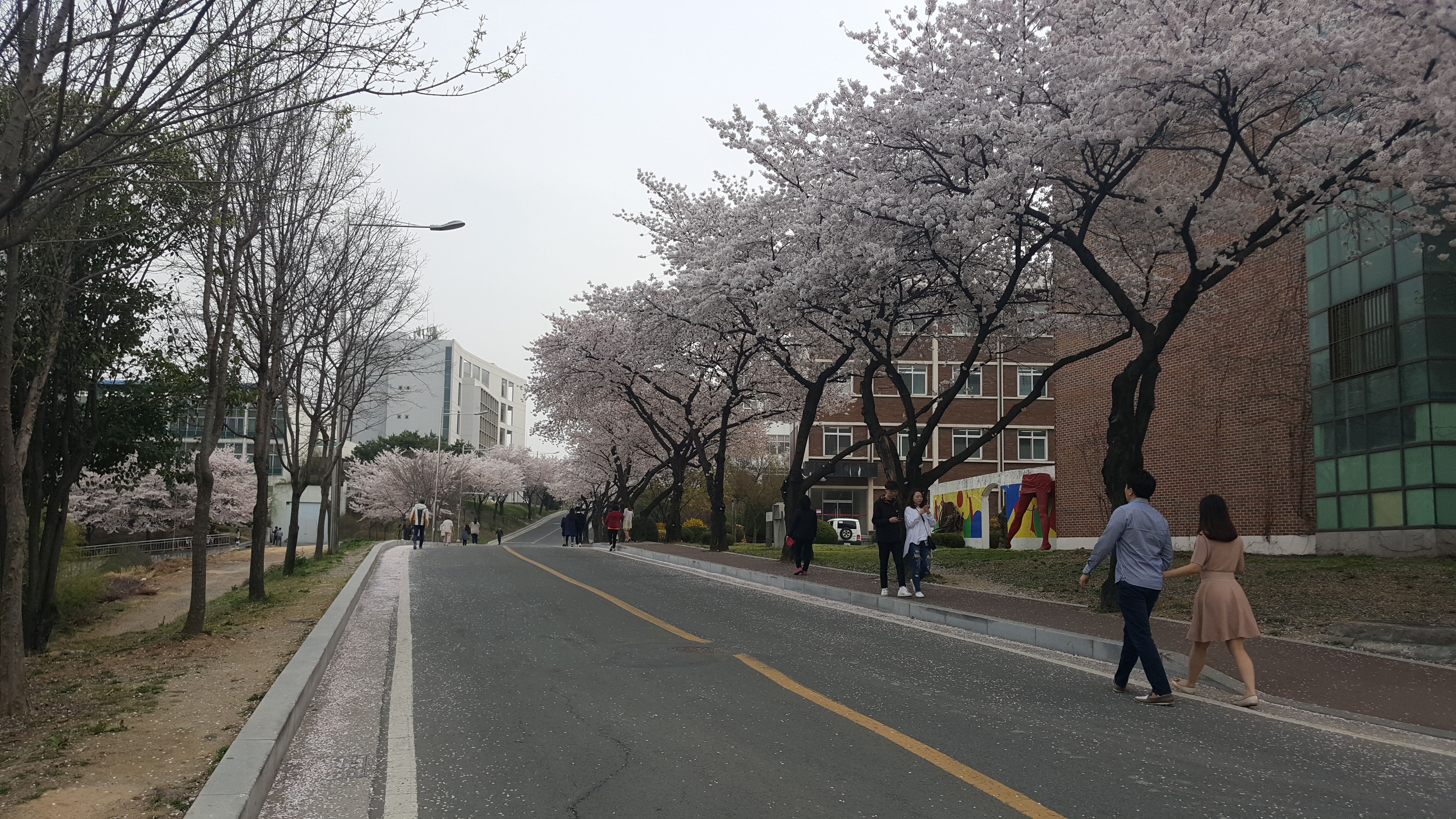
2016년 4월 조소동 앞 길
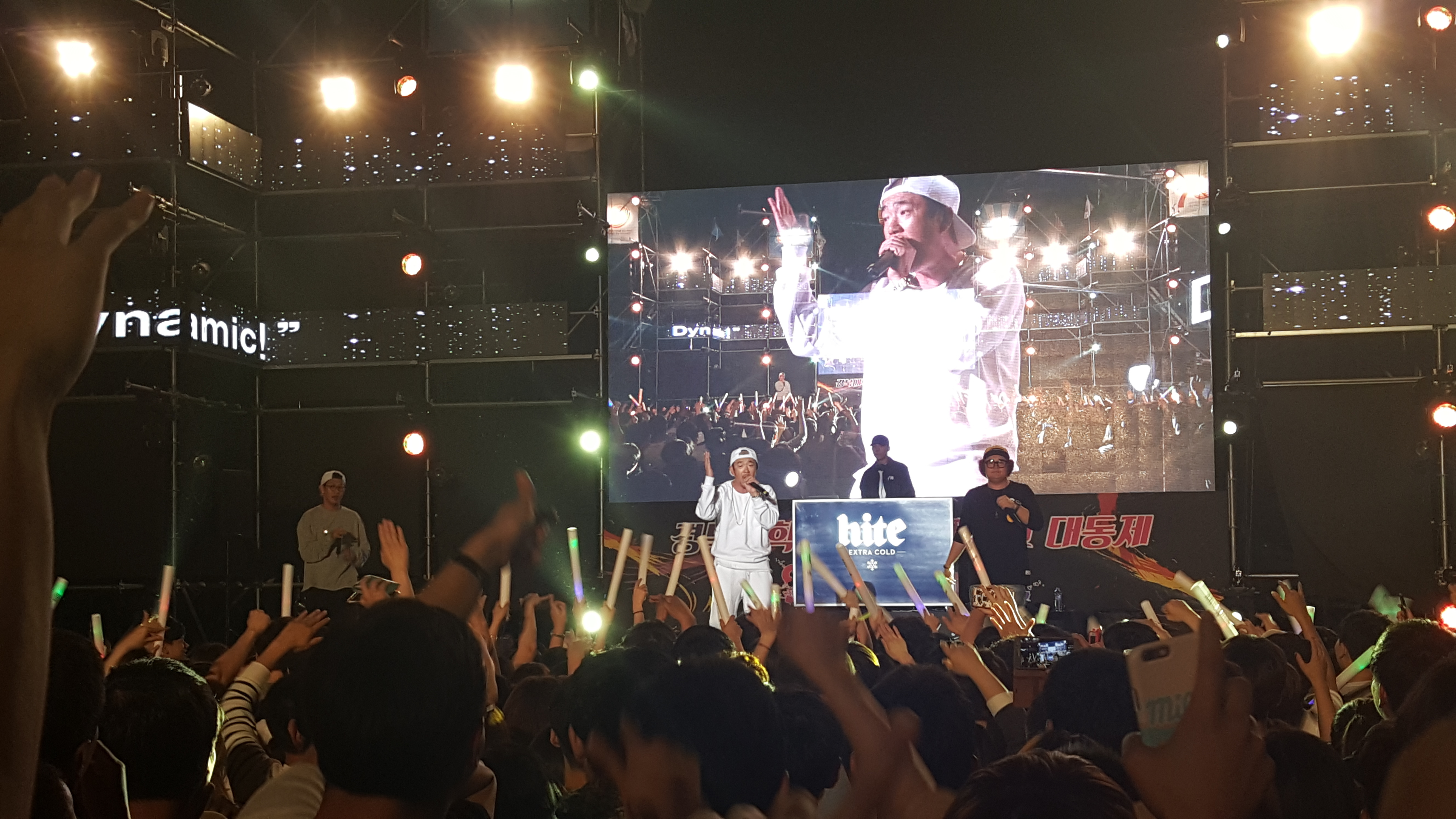
2016년 5월 대동제 DJ DOC의 공연
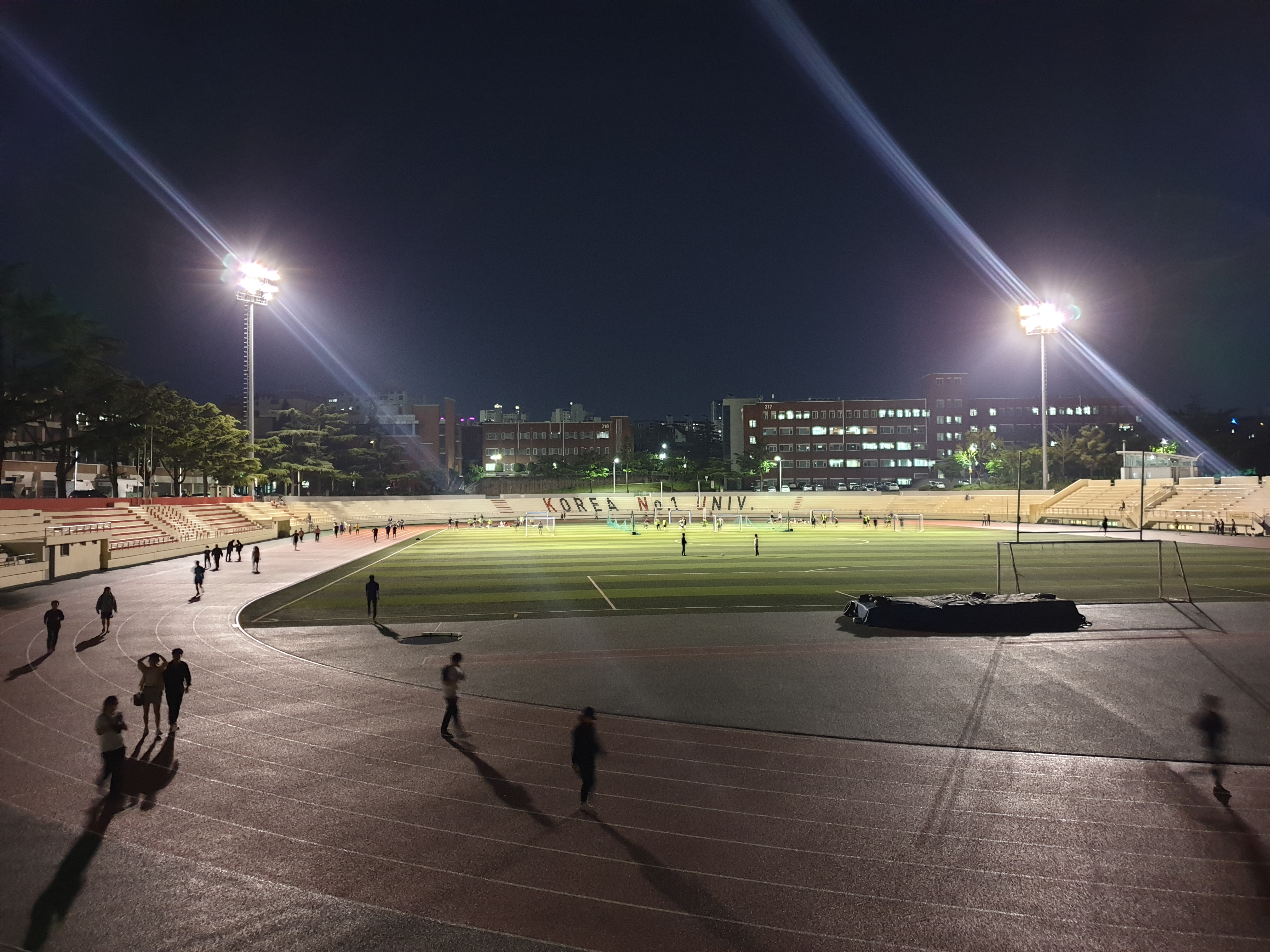
2019년 5월 경북대학교 대운동장

## 위상
경북대학교는 거점국립대학교, 지방 대학 중 가장 우수한 대학 중 하나이다. 경상도 지역 학생들에게는 인서울대학 중상위권과 주로 비교된다.

## 같이 보기
- 경북대학교 박물관
- 국가거점국립대학교총장협의회
- 대한민국의 국립 대학 목록
- 대한민국의 대학 목록
- 대한민국의 교육